# ナイジェル・マンセル
ナイジェル・アーネスト・ジェームズ・マンセル（Nigel Ernest James Mansell, CBE 1953年8月8日 - ）は、イングランド出身の元レーシングドライバー。
2021年現在、F1とCARTのチャンピオンを2年続けて獲得した唯一のドライバー。
1990年には大英帝国勲章・オフィサー章（OBE）を、2012年には同・コマンダー章（CBE）を受勲。2005年に国際モータースポーツ殿堂（The International Motorsports Hall of Fame ）入り。
日本での愛称は「マンちゃん」、「荒法師」、「暴れん坊将軍」。

## 人物
アラン・プロスト、ネルソン・ピケ、ケケ・ロズベルグ、アイルトン・セナらと並んで、1980年代のF1を代表する名ドライバーの1人。特に1980年代後半から1990年代初頭にかけてライバル関係にあったピケ、プロスト、セナとは、まとめて「四強」もしくは「F1四天王」と呼ばれることもある。
F1歴代7位（2020年現在）の通算31勝を記録するも、ドライバーズチャンピオン獲得は1992年の1度のみに留まった。それ以前の、特に1986年と1987年には初のワールドチャンピオンをあと一歩まで手繰り寄せながらも、タイヤバーストなどの不運や自らのミスに泣きランキング2位となりチャンスを逃がしたことから、母国の先輩スターリング・モスになぞらえ「無冠の帝王」と称された時期もある。このフレーズはマンセル本人も気に入り自称もしていた。
イギリス中部の地方都市の労働者階級の家に生まれ、持ち家を売り借金を重ねながら妻ロザンヌとともに苦労して頂点まで上り詰めた、苦労人タイプのドライバーである。豪快かつ大胆なドライビングスタイルと、喜怒哀楽に富む人柄が人気を博し、「大英帝国の愛すべき息子」（Great Britain's lovely son ）と呼ばれた。

## プロフィール

### F1以前
イングランドのウスターシャー州に生まれ、成人するまでを過ごした。マシュー・ブルトン・カレッジで工学を学び、卒業後はフルタイムのレーシングドライバーに転身するまでルーカス・エンジニアリングで航空宇宙技術者として働いた。
幼い頃、母親の運転する車に乗ってスピードの魅力を知る（当時は制限速度がなく、母親は公道を時速160kmで運転したという）。また、父親も趣味でカートレースに出場していた。マンセルは1963年（10歳）よりカートレースを始め、1976年（22歳）よりフォーミュラカーレースに挑戦。イギリスフォーミュラ・フォード1600（1977年チャンピオン）、イギリスF3を経て、1980年にF1のロータスのテストドライバーと、F2のラルト・ホンダチームのドライバーとなる。下積み時代は活動資金に恵まれず、フォーミュラ・フォードでは頸椎を骨折、F3では1979年オールトンパークでのレース中にアンドレア・デ・チェザリスの運転を原因とする事故に巻き込まれて脊椎を2箇所損傷する大事故を経験している。

### ロータス時代

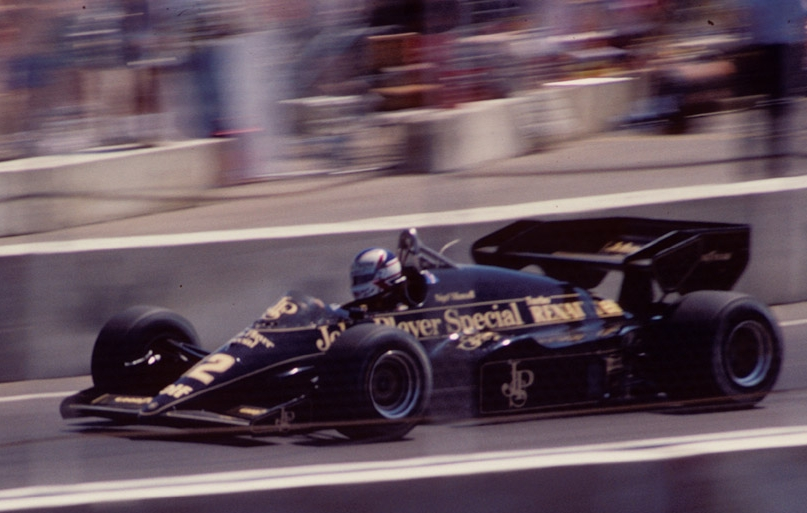
ロータス・95Tをドライブするマンセル（1984年）

1980年のF1第10戦オーストリアグランプリにて、ロータスからスポット参戦でF1デビュー。デビュー戦では燃料タンクからガソリンがしみ出しており、それがレーシングスーツを通して背中に炎症を作ったが、その痛みに耐えてマシンを走らせた。この時は翌年のロータスのシートは仮契約の状態だったが、デビュー戦のファイトあふれる走りがチーム監督のコーリン・チャップマンに非常に強い印象を与え、翌年からレギュラードライバーに昇格する。1981年の第5戦ベルギーグランプリにてジル・ヴィルヌーヴとの接戦を制し初入賞、3位表彰台に立った。
しかしロータス在籍時のマンセルはエリオ・デ・アンジェリスの陰に隠れ、後に「暴れん坊」といわれる時と比べると精彩がないシーズンを送ることになる。しかも理解者でもあったチャップマンが1982年12月に急逝してしまい、その後を継いだピーター・ウォーとは非常に折り合いが悪かった。チャップマンが遺したアクティブサスペンションの開発を担当し、1983年の前半戦はアクティブカーの92で出走した。
1984年の第6戦モナコグランプリでは、予選2位から初めてトップを走行するが、25周目に大雨の中コース上の白線に乗ってスリップし、ガードレールにぶつかりリタイアした。第9戦アメリカグランプリ（ダラス）では、自身初のポールポジションを獲得したものの、決勝レースではチェッカー目前で壁に当たってトランスミッションを壊して停止してしまう。マシンを降り自ら押してチェッカーを目指すも、途中で気絶してコース上に倒れ、結果的に6位完走扱いに終わった。
結局、ロータス在籍実質4年で幾度か表彰台には登るが勝利を得られず、新鋭アイルトン・セナの加入により押し出される形でチームを去った。モナコグランプリでの好走が評価され、1985年のウィリアムズ入りが決まった。

### ウィリアムズ時代（第1期）

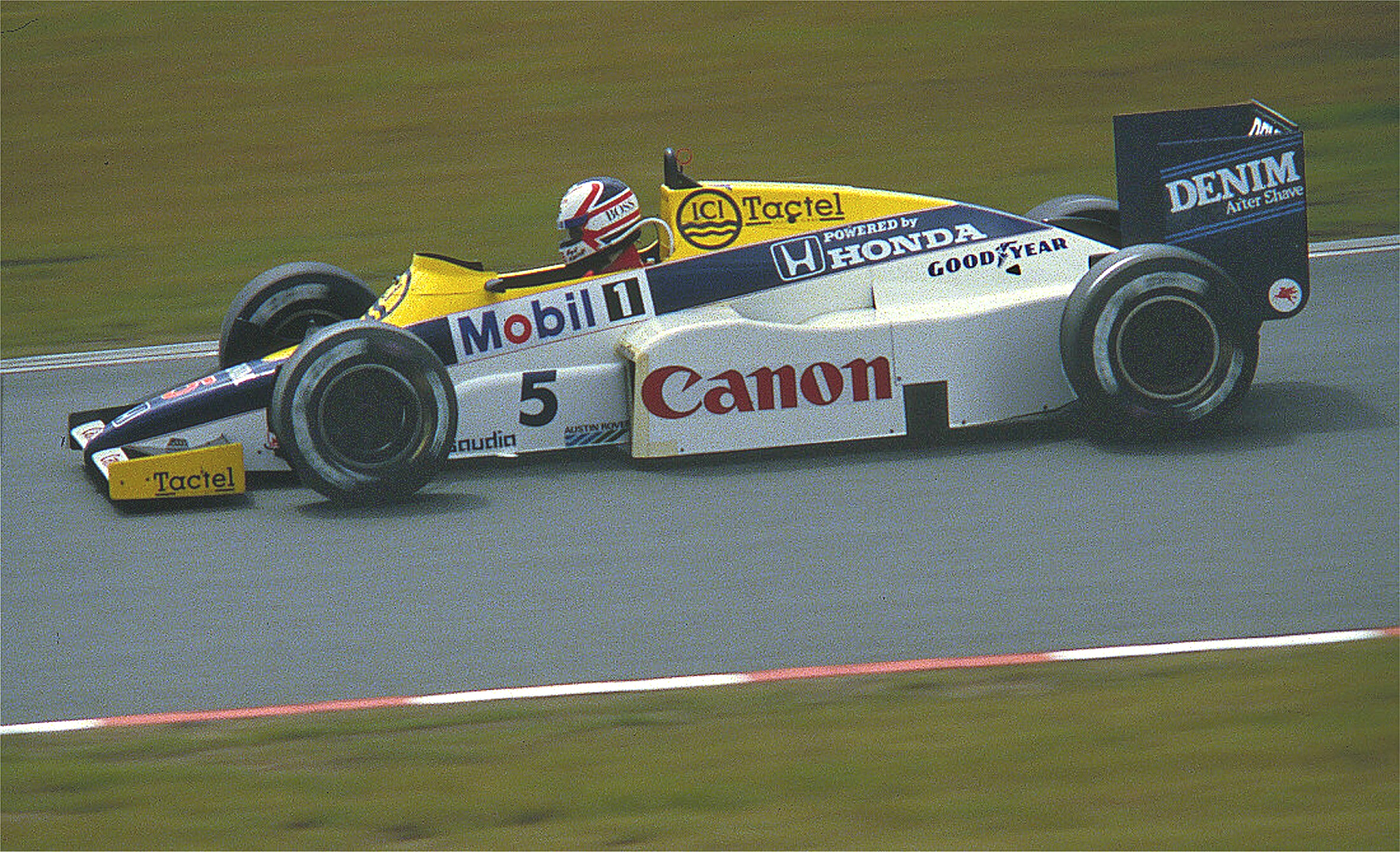
FW10・ホンダをドライブするマンセル（1985年）

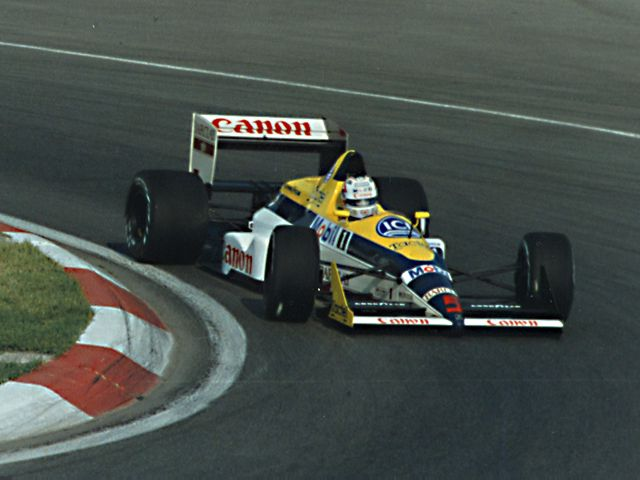
FW12・ジャッドをドライブするマンセル（1988年）

1985年にはホンダエンジンを搭載するウィリアムズへ移籍し、ケケ・ロズベルグのチームメイトとなる。第7戦フランスグランプリ予選ではタイヤがバーストし、ホイールが頭部を直撃して失神。地元イギリスで行われた第14戦ヨーロッパグランプリで悲願の初優勝を果たした。F1出走72戦目での初優勝は当時の最遅記録となった。続く第15戦南アフリカグランプリでも優勝し、チャンピオン候補として急激に頭角を現した。
1986年にはウィリアムズに2度のチャンピオン経験者であるネルソン・ピケが加入。しかしマンセルとはそりが合わず、チームメイトというよりもライバルとして意識しあう。マンセルはピケ、マクラーレンのアラン・プロストと三つ巴のチャンピオン争いを展開。最多の5勝を挙げ、最終戦オーストラリアグランプリを迎えた時点で2位のプロストに6ポイントの差をつけてランキングトップに位置し、最終戦は「3位以内でフィニッシュ」か「4位以下でも優勝がプロストとピケ以外」ならば逆転はされないというタイトル奪取が濃厚な状況。しかし決勝では自力で王座を決められる3位をキープしていたもののレース終盤に左リアタイヤが突然バーストしてリタイア。優勝したプロストにポイントで逆転され、ドライバーズランキングは2位に終わった。タイヤがバーストした時点で287km/hの速度が出ていたが、三輪になったマシンを見事にコントロールし、エスケープロードに安全に停止させる危機回避力を発揮した。
1987年は、母国での第7戦イギリスグランプリで、地元観客の大歓声を受けてタイヤ無交換作戦で逃げるピケをタイヤ交換1回にてニュータイヤのグリップを活かし怒涛の追い上げでオーバーテイク、30秒近い差を逆転し優勝を果たした。この年は最多の6勝8ポールポジション（全戦フロントロウ）を記録しながらリタイアも多く、第4戦モナコグランプリでは排気管が割れ、第9戦ハンガリーグランプリではホイールナットが外れて優勝を逃した。チャンピオン争いでは優勝こそ少ない（最終的に3勝）ながら手堅くポイントを重ねていたピケに第8戦ドイツグランプリ終了以降は先行され14戦を終えた時点で12点を追っていた。逆転の可能性を掛けて鈴鹿サーキットで行われた第15戦日本グランプリに挑むが、予選1日目にS字コーナーで大クラッシュ。背中を痛めてこのレースと最終戦を欠場することとなり、2年連続で王座を逃した。
1988年はリカルド・パトレーゼをチームメイトに迎え、ナンバーワンドライバーの地位を得る。ホンダがマクラーレンへのエンジン供給に切り換えたため、ウィリアムズはノンターボのジャッドエンジンを搭載するが、非力で信頼性に乏しいエンジンと、熟成不足のアクティブサスペンションに苦戦を強いられた。マンセルは開幕戦ブラジルグランプリで予選2位を獲得するも、ここから7戦連続リタイア。アクティブサスペンションを外した第8戦イギリスグランプリでは、雨中の追走で2位とファステストラップを獲得。第14戦スペイングランプリではエンジンパワー差の出にくいコースで2位と気を吐くが、この年完走できたのはこの2戦のみだった。また、娘の水痘がうつり、ベルギーとイタリアの2戦を欠場した。この年は、トレードマークである口ヒゲを剃ったことでも話題となった。

### フェラーリ時代

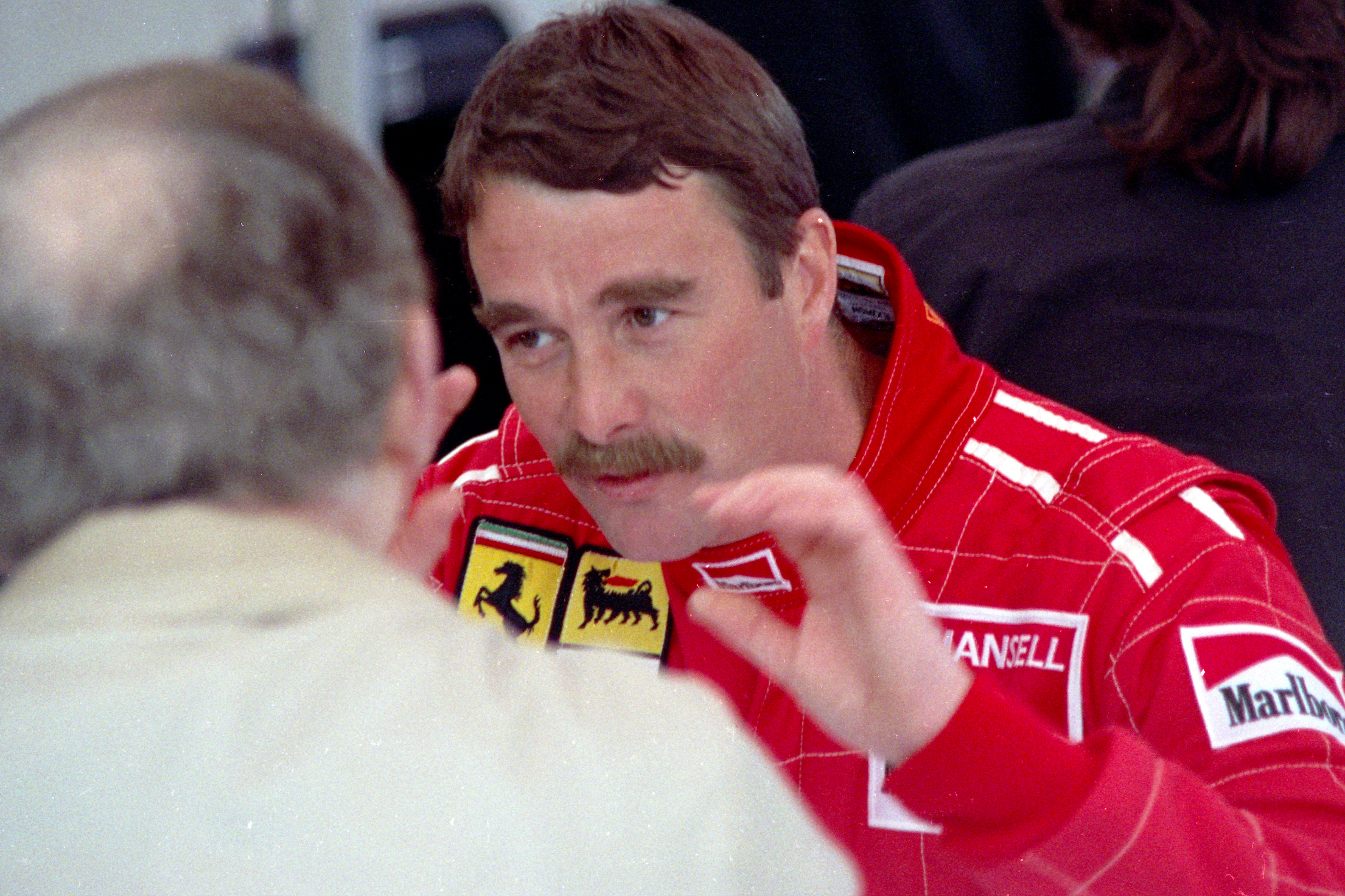
フェラーリのピットにて（1990年）

1989年はフェラーリへ移籍。前年に続きマクラーレン勢が優勢であったが、開幕戦ブラジルグランプリで優勝し、セミオートマチックトランスミッションを初めてF1に導入したマシン640のデビュー勝利を飾った。その後はマシンの信頼性不足に泣かされ、チームメイトのゲルハルト・ベルガーともどもリタイアが続いたが、第7戦フランスグランプリ以降は毎レース表彰台に登る。第10戦ハンガリーグランプリでは予選12番手から追い上げ、シーズン2勝目を挙げた。しかし、ポルトガルグランプリではピットレーンでの後進がレギュレーション違反とされ失格と判定されたが、黒旗提示後も走行を続け、トップ走行中のセナと接触。5万ドルの罰金と1レース出場停止処分を受け、セナのタイトル争いを妨害したと批判された。
1990年にはベルガーが去り、プロストがチームメイトとなる。第3戦サンマリノグランプリでは、ベルガーに幅寄せされ接触を避けてダートに飛び出し、300km/hを超える速度からスピン状態に陥ったが、1回転のスピンからそのままコースに復帰するという離れ技を演じた。
しかしイタリア語が堪能なプロストが順調な成績を収めてチームの主導権がプロストに移ってゆくと、良好だったプロストとの関係は徐々に険悪になった。第8戦イギリスグランプリでリタイアすると、レース後の記者会見で突如引退を表明。その後はチーム監督チェーザレ・フィオリオとの関係も悪化し、覇気のないレースが続いた。第9戦ドイツグランプリではレース序盤に縁石に乗り上げマシンを傷めたが、修復すれば充分に走れる状態であったにもかかわらず独断でマシンをガレージに入れ棄権。第11戦ベルギーグランプリでもスタート直後にクラッシュし、プロスト用にセットアップされたスペアカーを使用したが、走る気力を見せず自身の判断でリタイアした。
シーズン終盤、ティレルのジャン・アレジが翌期のウィリアムズ移籍を断り、マンセルの後任としてフェラーリ入りすることが決定。マンセルは引退を撤回し、アレジの代わりに古巣ウイリアムズへの復帰を発表した。走りにも暴れん坊ぶりが蘇り、第13戦ポルトガルグランプリではポールトゥーウィンを達成。しかし、スタート直後にプロストに対して幅寄せ行為を行い、前年に続きタイトル争いを邪魔したため物議を醸した。第15戦日本グランプリでは首位走行中タイヤ交換するが、発進時にドライブシャフトを折ってリタイア。ステアリングを叩いて悔しさを表した。

### ウィリアムズ時代（第2期）

#### 1991年

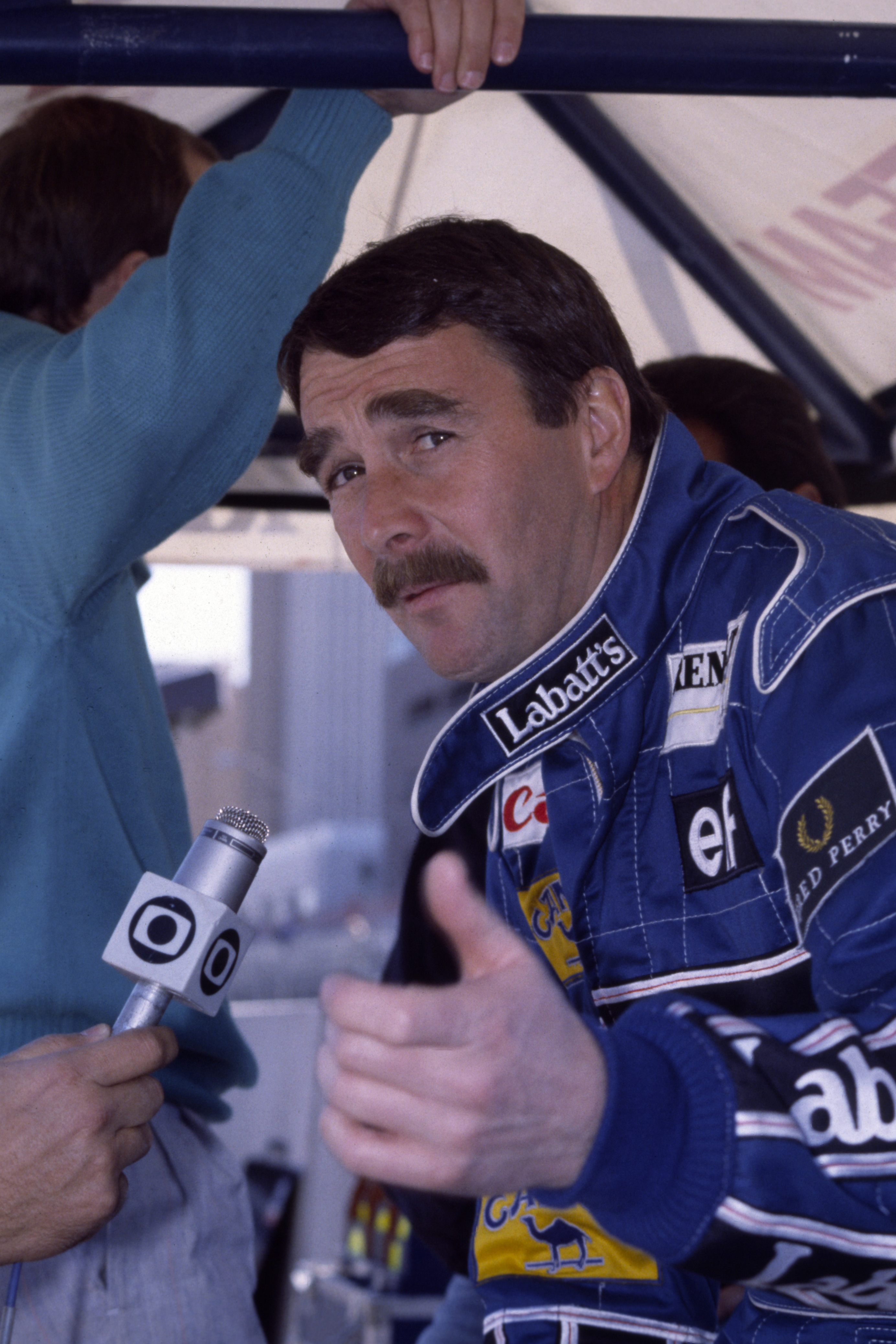
第2期ウィリアムズ時代（1991年）

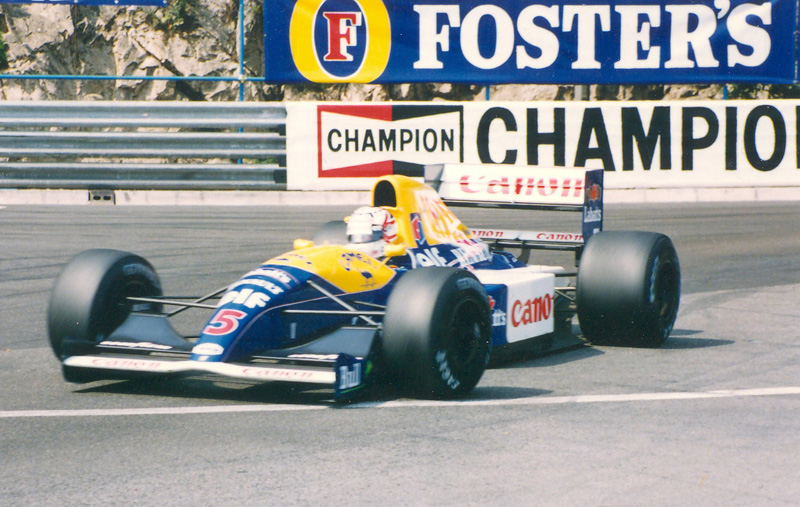
ウィリアムズ・ルノーFW14（1991年）

1991年、ウイリアムズはエイドリアン・ニューウェイとパトリック・ヘッドの合作、FW14を投入。セミオートマティックトランスミッションの初期トラブルのためマンセルは序盤3戦連続リタイヤを喫し、第4戦のモナコグランプリでようやく2位初完走。第5戦カナダグランプリではスタートから終始トップを走行しながら、最終ラップの残り半周でストップ。当初ガス欠かとも言われたが、レース終了後にマシンを調べたところエンジンが掛かりギアも入ったため「マンセルが観客に手を振った際、誤ってマシンのキルスイッチに触れたのでは」という説も囁かれたが、後にマンセル本人が「セミATがシフトダウンする際に勝手にニュートラルに入ってしまう状態になっていて、駆動がかからなくなった。イグニッションを切ったのはエンストした後だ」と語っている。チームはその後、キルスイッチを手の届きにくい場所に移した。ニューウェイは自伝において「マンセルが観客に手を振りながらシフトダウンを忘れたため、エンジン回転数が下がりすぎ、制御ソフトが想定外の挙動をしてエンジンをシャットダウンしてしまった」と原因を述べている。
第7戦フランスグランプリでシーズン初勝利を挙げると第9戦ドイツグランプリまで3連勝を達成し、開幕4連勝を果たしたセナとのポイント差を詰めた。第13戦ポルトガルグランプリでは首位快走中にタイヤ交換するが、作業クルーの誤判断でホイールナットが締まり切らないまま発進し、ピットレーンで右後輪が脱落する。その後、指定エリア外でピット作業を行ったことがレギュレーション違反とされ、失格処分を受けた。そのため逆転には残る3戦全て勝利することが最低条件となった。続く第14戦スペイングランプリで優勝し、逆転の可能性を残したが、第15戦日本グランプリ決勝では、スタートでセナ、ベルガーに先行され、3番手のマンセルは差を詰められず苦しい展開となる。10周目、セナの後ろを走行中にコースアウトしリタイア。3度目の王座挑戦も失敗に終わった。コースアウトする直前、マンセルはピットに無線でI`m cruising now.と言っていたという。
マシンの競争力では中盤以降マクラーレンを上回ったものの、序盤のセミオートマのトラブル多発に加え、チームや自身のイージーミスが重なり、タイトルを逃した。
また、最終戦オーストラリアグランプリは豪雨のため序盤でレース中止となりハーフポイント・レースとなったが、マンセルはこの豪雨でマシンをコース左側のコンクリート・ウォールにヒットさせ、左足指の骨を2本骨折しシーズンを終えた。

#### 悲願成就

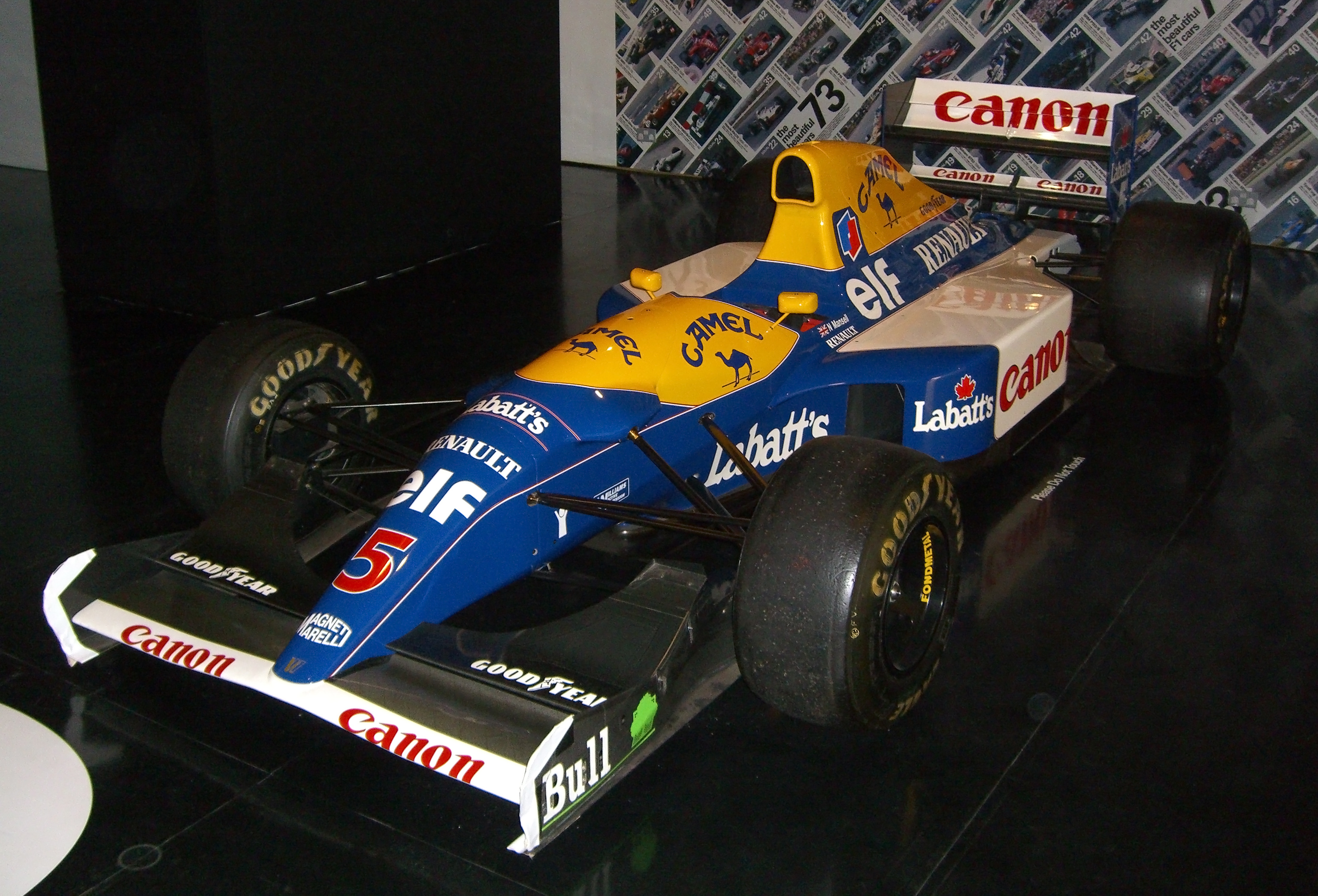
ウィリアムズ・ルノーFW14B（1992年）

1992年、ウィリアムズはアクティブサスペンションなどのハイテク機器を搭載したFW14Bで序盤から圧倒的な速さを見せる。マンセルはチームメイトのリカルド・パトレーゼをも圧倒し、前年のセナの開幕4連勝を上回る開幕5連勝、さらに第8戦フランスグランプリから第10戦ドイツグランプリまで3連勝を達成。過去の苦い経験が嘘のようにチャンピオン争いを独走する。第11戦ハンガリーグランプリにおいてついに念願のワールドチャンピオンに輝き、表彰台で男泣きした。最終的に全16戦中14回のポールポジション、計9勝（すべてポールトゥーウィン）を記録して、1988年のセナの記録13ポールポジション、8勝を塗り替えた。年間最多ポールポジション記録は2011年にセバスチャン・ベッテルが全19戦中15ポールポジションを記録するまで19年間破られなかった。ポールトゥーウィン9回も同年ベッテルに並ばれたが、これは現在でもベッテルと並んで最多記録となっている。また1980年のデビューから12年経過しており、当時のマリオ・アンドレッティの10年を破り「デビューから最も遅いチャンピオン」であった。
しかし一方で、ウイリアムズのオーナー、フランク・ウィリアムズは自チームのマシンなら誰が乗ってもタイトルを取れると確信しており、セナやプロストも加わりシート争奪戦が過熱した。プロストは前年からウィリアムズと接触し、ハンガリーグランプリ前に1993年の契約に成功。更にセナがマスコミを通じて「ウィリアムズに乗れるなら無給でもいい」と発したメッセージをフランク・ウィリアムズが契約交渉に持ち出し、（プロストとの契約上）セナが加入する可能性はないにもかかわらず大幅な年俸ダウンを提示した。
政治的駆引きに疲れたマンセルは、チャンピオン決定からわずか2戦後の第13戦イタリアグランプリで2度目の引退表明を行った。その直前、広報担当のアン・ブラッドショーからマンセルが引退会見を開くと知らされたフランク・ウィリアムズは、急遽マンセルの記者会見場にスタッフを派遣し、「条件は全て受け入れるからやめてくれ」とのメッセージを送った。しかしマンセルはそれを突っぱねて会見を続行し、「私の力の及ばない理由により、今シーズン限りでのF1からの引退を決めた」と発言した。
さらにイタリアグランプリの後、翌年から北米のCARTシリーズに転向することを表明した。当時、マンセル一家がイギリスのマン島から気候のいいアメリカのフロリダ州クリアウォーターに移住していたことも好都合だった。
なお、この電撃移籍に関し一部のイギリス国民が激怒し、ディドゥコットのウィリアムズ・エンジニアリング本社にデモ行進をする過激派も現れた為チームは「我々は元々93年マンセルで行くつもりだった、決裂したのは彼のせいだ」と声明を出した。

### CART参戦

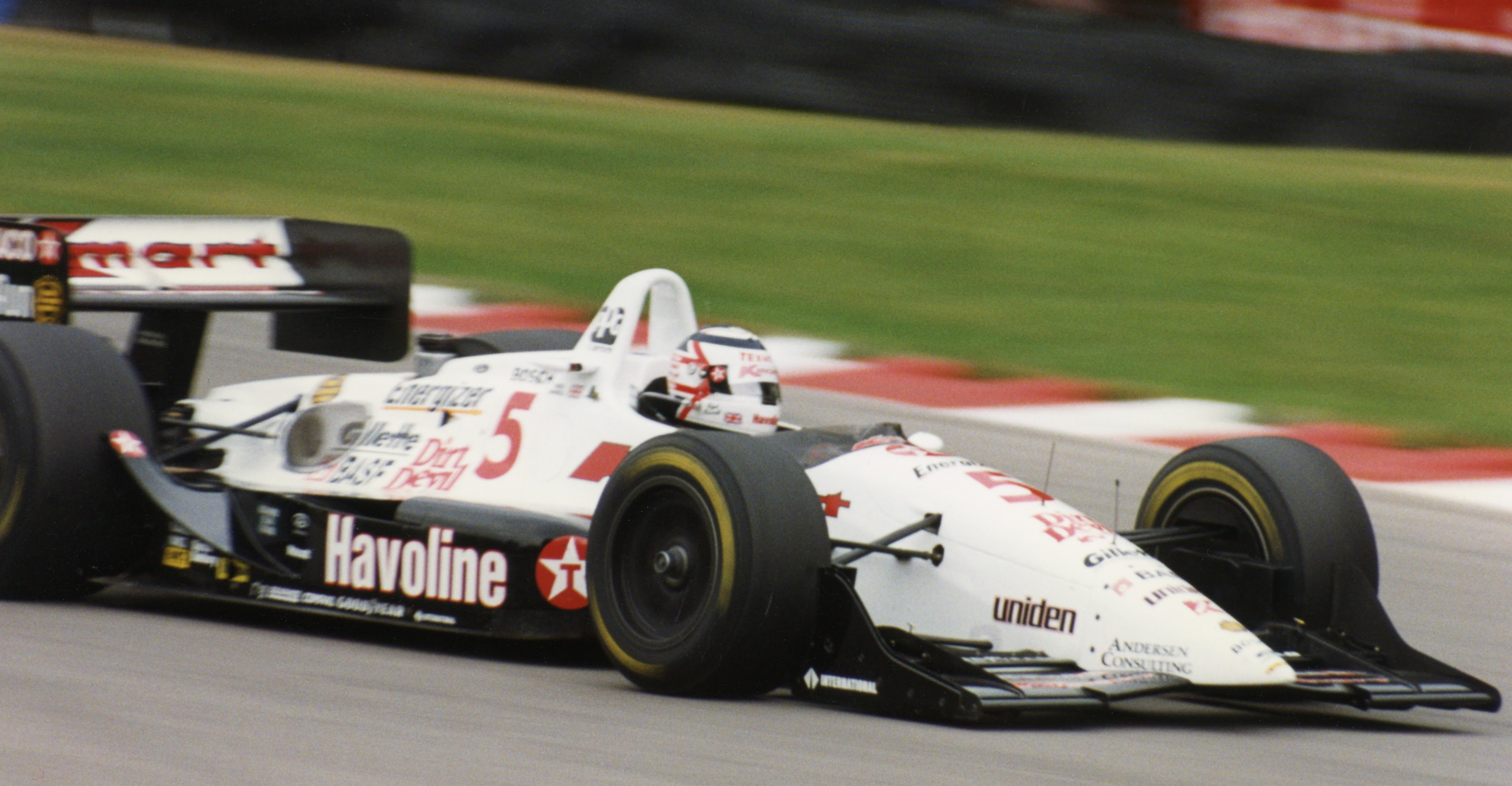
1993年CARTシリーズでのマンセル

1993年にはCARTのニューマン・ハース・レーシングに加入し、マリオ・アンドレッティのチームメイトとなる。開幕戦サーファーズ・パラダイスでデビュー戦ポールトゥーウィンを達成。第2戦はオーバルトラックの洗礼を受け、予選中クラッシュし欠場、負傷した背中を手術した。第4戦、伝統のインディ500ではレース終盤トップに浮上するが、黄旗走行後のリスタートを失敗し3位。しかし、その後のオーバルで4勝を挙げ、適応能力の高さを示した。結果、16戦中5勝（7ポールポジション）でシリーズチャンピオンを獲得。同時にルーキー・オブ・ザ・イヤーにも輝いた。
F1とインディカーの両方でチャンピオンとなったのはマリオ・アンドレッティとエマーソン・フィッティパルディ、マンセル、ジャック・ヴィルヌーヴの4人。2年続けて両カテゴリを制覇したのはマンセルのみ。マンセルと入れ替わりにF1参戦したマイケル・アンドレッティ（1991年CART王者）が不振だったため、F1とCARTの競技レベルを比較する報道もされた。
1994年はペンスキー勢を相手に苦戦を強いられ、未勝利（3ポールポジション）に終わる。インディ500ではピットロードをスロー走行中後続車に追突され、救急班に介護されるという場面もあった。契約トラブルやアンドレッティとの不仲によりチーム内で孤立し、シーズン終了後にチームを離脱した。

### F1復帰・引退

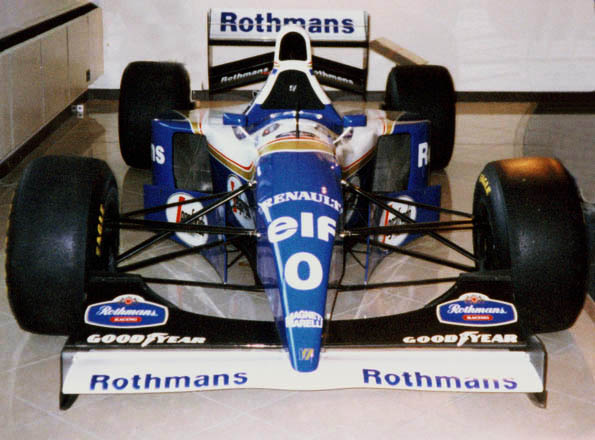
ウィリアムズ・ルノーFW16B(1994年)

1994年、ウィリアムズはアイルトン・セナの事故死後、セナの代役としてデビッド・クルサードを起用したが、F1人気低下を懸念するバーニー・エクレストンの仲介でマンセルに復帰を持ちかけた。マンセルはCARTのシーズン中、日程に影響のない第7戦フランスグランプリにスポット参戦し、予選2位を獲得（決勝はリタイア）。さらにCARTのシーズン終了後、第14戦ヨーロッパグランプリから残りの3戦に再登場した。第15戦日本グランプリでは豪雨の中、ジャン・アレジとの長い3位争いで一歩も引かぬバトルを演じ、健在ぶりを示した（ちなみに、これがマンセルの鈴鹿での唯一の完走でもある）。最終戦オーストラリアグランプリではポールポジションを獲得し、決勝はチャンピオンを争うデイモン・ヒルとミハエル・シューマッハを先行させ、2人の相打ちを尻目にポールトゥーウィンを達成した。ウィリアムズのコンストラクターズタイトル防衛に貢献し、結果的にこれがF1での最後の勝利となった。F1での出走にあたり、ニューマンハースとウィリアムズとの間に、CARTと重ならない日程でF1に出走する・競合するライバルメーカーのロゴを付けない（エンジンのルノーはフォード・燃料のエルフはテキサコ）という契約がなされたので、マンセルのレーシングスーツにはそれらのロゴは入っていなかった。
1995年はアメリカ・フロリダ州からマン島に戻り、ウッドベリーパーク・ゴルフクラブの近くへ住居を移し、本格的にF1に復帰する体勢でいた。しかしクルサードがマクラーレン入りを画策した際、所属チームのウィリアムズが提訴をし、裁判の末若くて給料の安いデビッド・クルサードの残留が決定した。

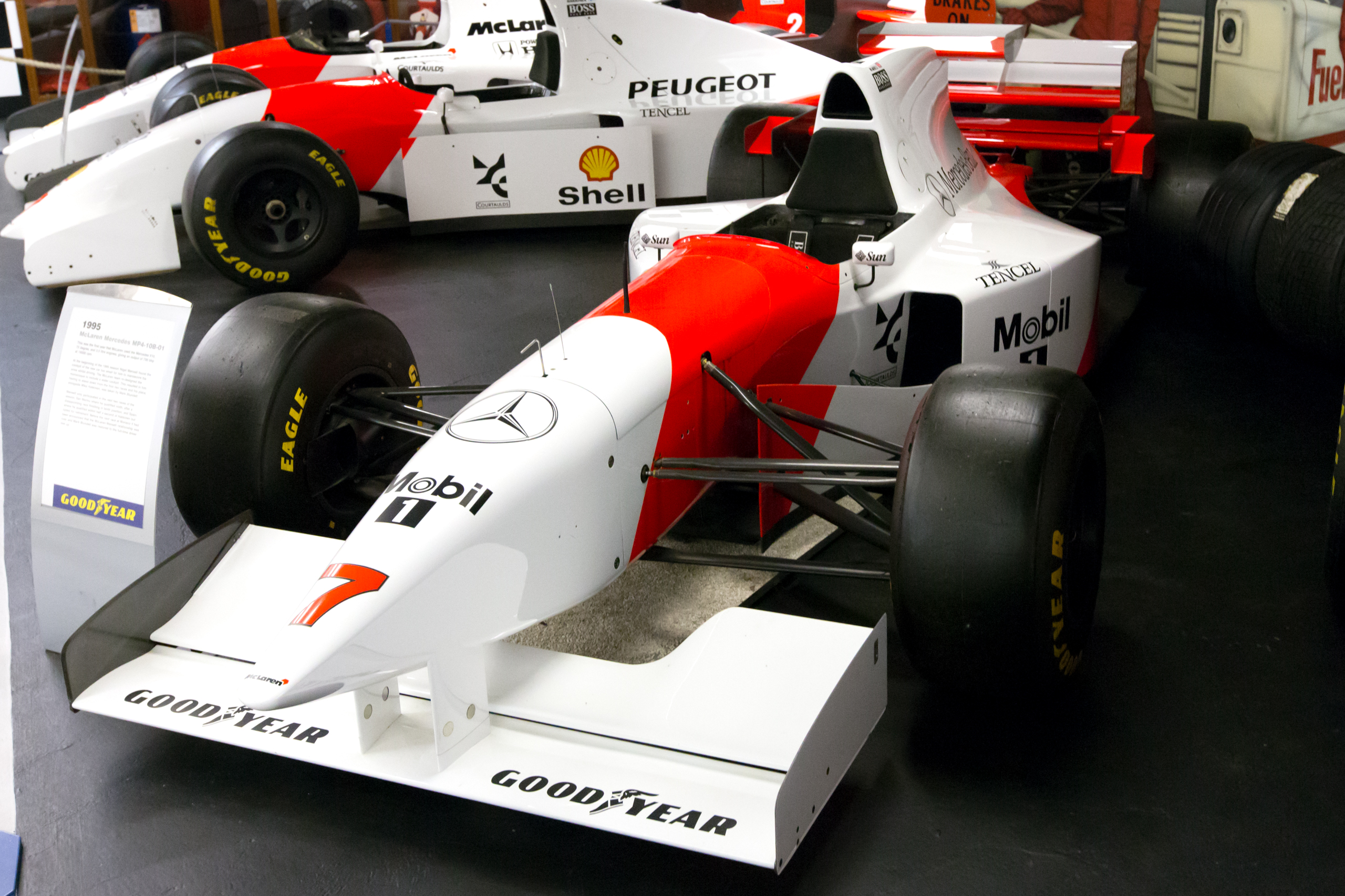
マクラーレン・MP4/10B(1995年)

結局これまでの長いF1生活で初めてとなるマクラーレンと契約を結ぶこととなった。この契約の背景には、マクラーレンのタイトルスポンサーであるマールボロがチャンピオン経験者の起用を望んでいたとされる。しかしコックピットが狭いとの不満を漏らして開幕2戦を欠場した。第3戦サンマリノグランプリから参戦するも、このシーズンから新たにメルセデス・ベンツエンジンを搭載したマシン、MP4/10の競争力が低いことや、マシン特性を克服できず予選でチームメイトのミカ・ハッキネンを上回れないこともあり、モチベーションを失った。第4戦スペイングランプリをリタイアした後、マクラーレンからの離脱を表明した。
過去2度とは異なり正式な引退表明はしていないが、その後は事実上、F1から引退した状態になっている。1996年12月にはラルフ・シューマッハのパートナーを探していたジョーダンからオファーを受け、髭を剃った姿でジョーダン・196でテスト走行を行い、再々復帰も噂されたが実現に至らず、結果的に1995年スペイングランプリがマンセル最後のF1となった。

## その他の活動

### 各種カテゴリへの参加

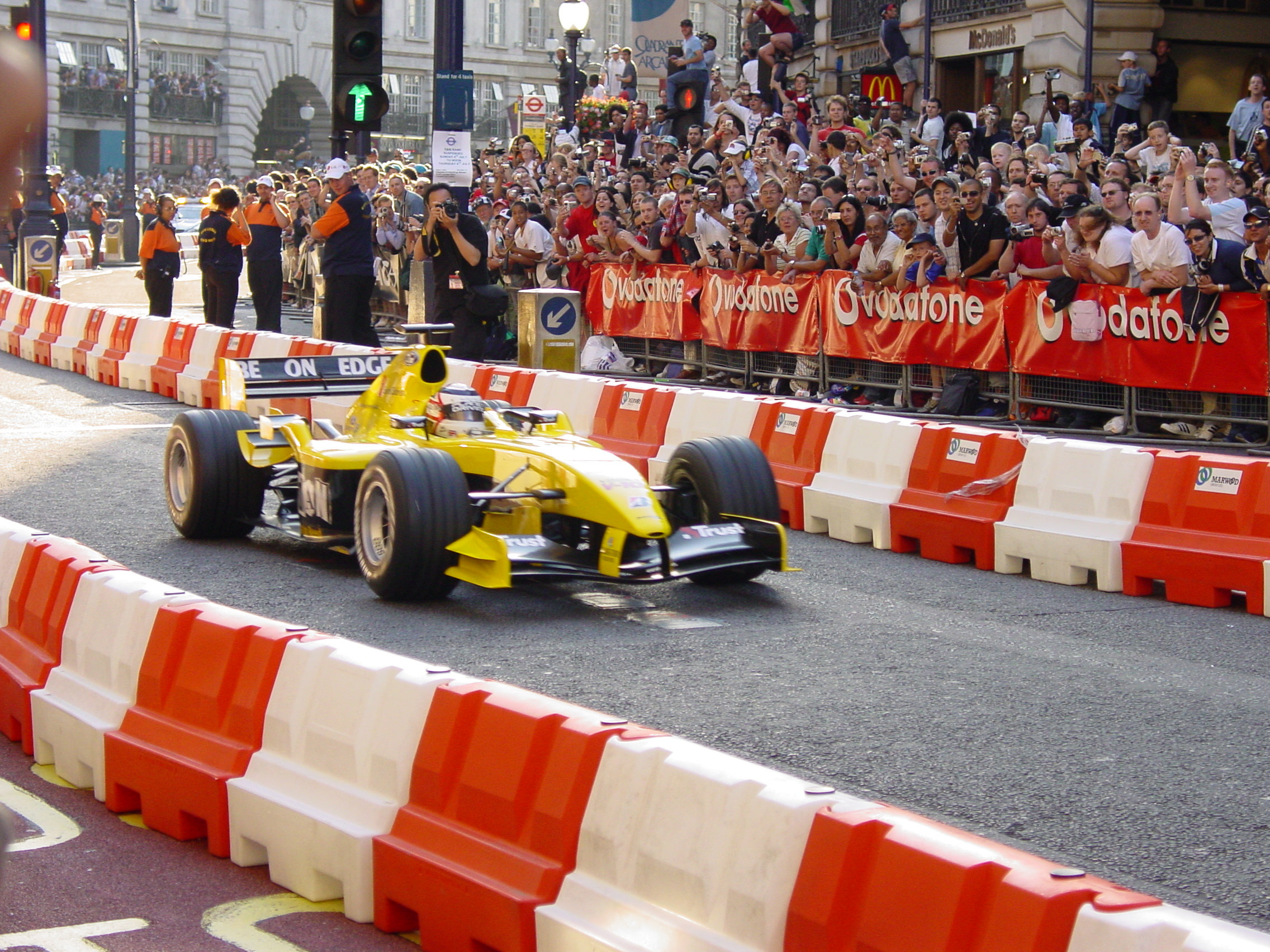
ジョーダン・EJ14でロンドン市街地をデモランするマンセル（2004年）

1990年に「マンセル・マジウィック・モータースポーツ」の共同オーナーとなり、チームは国際F3000選手権とイギリスF3000選手権に参戦した。国際F3000選手権のドライバーはアンドレア・モンテルミーニとジャン＝マルク・グーノン。
現役引退後は地元でフェラーリのディーラーを経営する傍ら、自らの名を冠した博物館を運営した。ウッドベリーパーク・ゴルフクラブ（Woodbury Park Hotel and Golf Club ）のオーナーとして、欧州シニアゴルフツアーの「ナイジェル・マンセル国際クラシック」を開催した（現在は経営権を手放している）。
ドライバーとしては各種カテゴリにスポット参戦したり、イベントに招かれて出走している。1998年にはアリ・バタネンと組みシャモニー24時間氷上レースに出場。イギリス・フォードワークスのモンデオに乗り、イギリスツーリングカー選手権（BTCC）の2ラウンドにスポット参戦した（最高5位）。
2001年、ミナルディの2座席フォーミュラカーによる模擬レースに参加。フェルナンド・アロンソのマシンに追突し、後ろにゲストを乗せたままマシンが宙に浮くクラッシュを演じた。
2005年にはF1の往年の名ドライバー達によるグランプリマスターズに参戦し、11月に南アフリカ共和国のキャラミで開催された第1回大会で優勝。同年12月にはBBC Twoの自動車情報番組「トップ・ギア」第7シーズン5回目の放送に出演し、スズキ・リアナを使用したタイムアタックで1分44秒6を記録し、ジェンソン・バトン（1分44秒7）やデイモン・ヒル（1分46秒3）を上回る、当時のトップタイムを記録した。
2006年、グランプリマスターズ第1戦カタールラウンドで優勝。第3戦イギリスはフォーメーションラップ中にスピンしスタートできず（以後シリーズは自然消滅）。
2007年、FIA GT選手権第2戦（シルバーストン）にスクーデリア・エコッセのフェラーリ・F430GTでスポット参戦。結果は総合21位（クラス7位）。
2011年以降はFIA指定のゲストスチュワード（審議委員）として、いくつかのF1レースに招かれている。

### マンセル家の活動

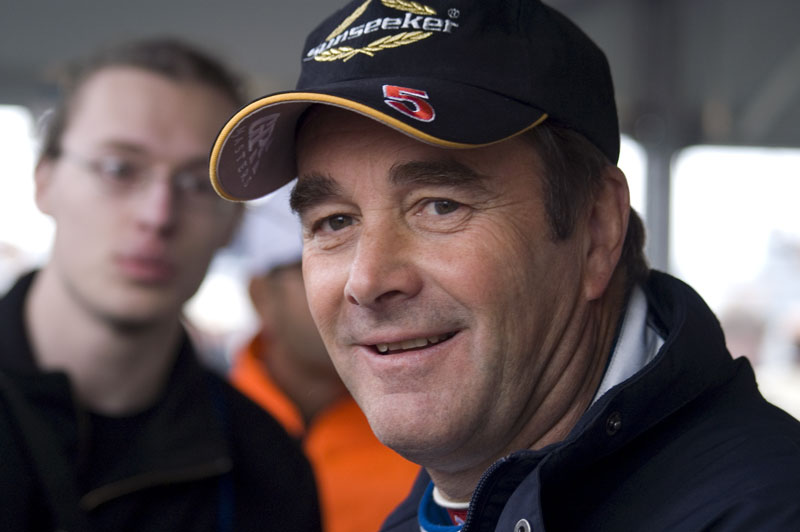
口ヒゲの無い素顔（2007年）

近年は長男レオ・マンセルと次男グレッグ・マンセルのレース活動を支援している。2005年、息子らのためにイギリス・デヴォンシャーにあるカート場を買収し、大規模なレーシング施設に改修したが、その際地元住民から騒音公害と近隣道路の渋滞の原因となるとして猛反発を受け、「キャンセル・マンセル」と銘打った反対運動を起こされた。2006年はイギリスフォーミュラ・BMWのチームを買収し、マンセル・モータースポーツとして参戦。また、同選手権の大使に就任しPR活動を行った。
兄弟は2007年はイギリスF3、2008年はチャンプカー・アトランティックシリーズに参戦したが、2009年はレオがアメリカン・ル・マン・シリーズ、グレッグはワールドシリーズ・バイ・ルノーに進んでいる。ふたりはイギリスの国旗をかたどった父親のヘルメットデザインを継承している。

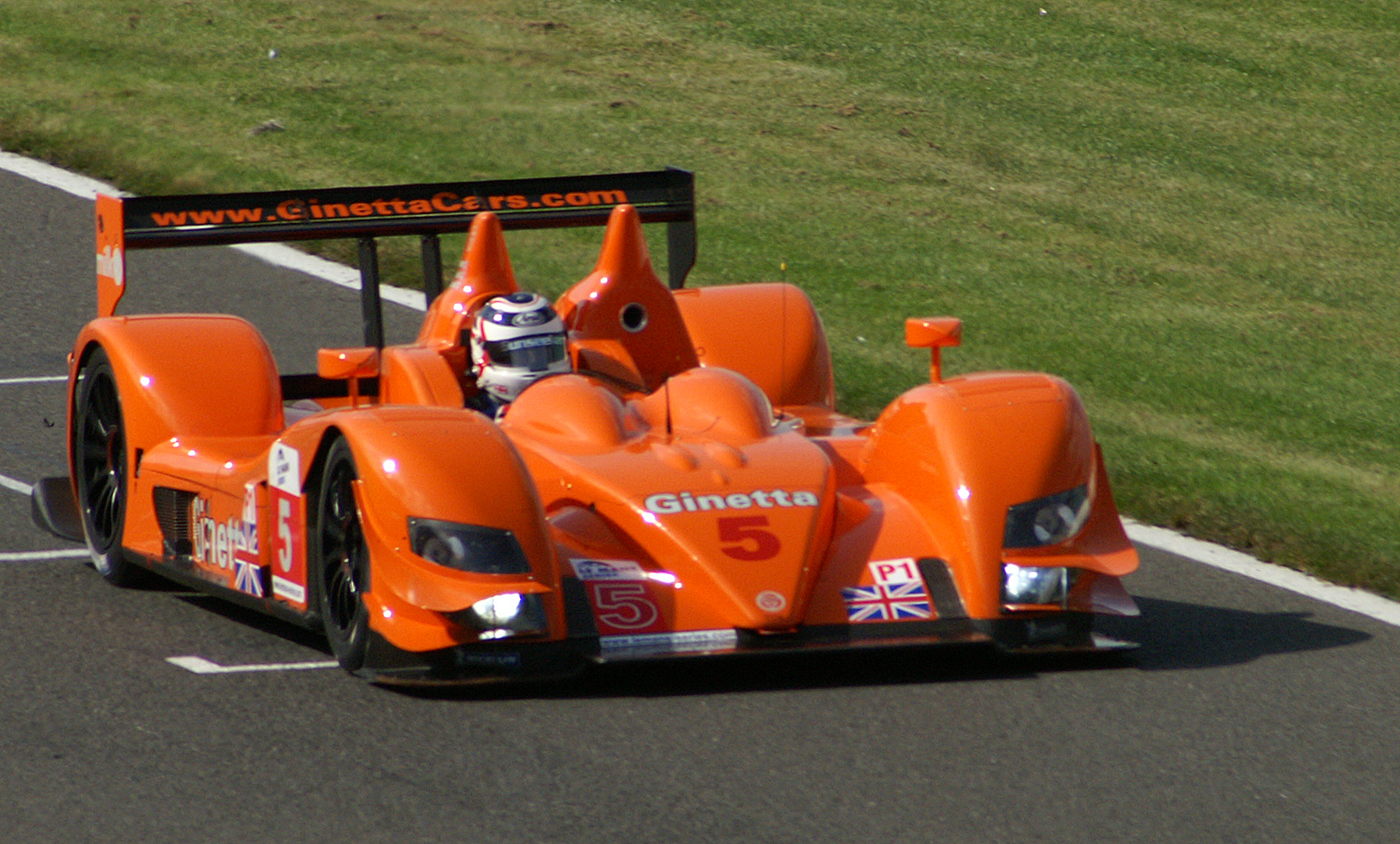
ジネッタ-ザイテック・GZ09Sに乗るマンセル（2009年シルバーストン1000km）

2009年9月13日、英国シルバーストンで開催されたル・マン・シリーズ最終戦1000km耐久レースLMP1クラスにチームLNTからスポット参戦。マシンはジネッタ-ザイテック・GZ09S。グレッグと2006年のル・マンGT2クラスウイナー、ローレンス・トムリンソン（ジネッタCEO）との3名体制で挑み、結果は総合28位。
2010年、第78回ル・マン24時間レースLMP1クラスに息子たちとともに参戦。チームはビーチディーン・マンセル・モータースポーツ（Beechdean Mansell Motor Sports ）、マシンはジネッタ-ザイテック・GZ09S。念願の親子でのル・マン参戦が実現したが、スタートから間もなく左リアタイアがパンクし、200mph（約320km/h）で高速クラッシュ。リタイア後、救急車で搬送されたが軽症で済んだ。
2013年にはレオとともにジャージーで中古車ディーラーを開業。ウィリアムズ・FW14Bや優勝トロフィーなどを展示するマンセル博物館（The Mansell Collection ）を併設した。

## 特筆すべきレース

### 名勝負
1986年スペイングランプリ
レース中盤からロータスのセナとトップ争いを展開。残り9周でタイヤ交換したのち猛追し、最終ラップにセナに追いつき、最終コーナーからの加速で並びかける。両者ほぼ同時にチェッカーフラッグを受け、マンセルは勝利を確信するが、0.014秒差（距離にして93cm）という僅差でセナに軍配が上がった。
1987年イギリスグランプリ
決勝はウィリアムズ勢が3位以下を周回遅れにし、ピケとマンセルのマッチレースとなる。マンセルは途中タイヤトラブルでピットインしたが、28秒の遅れを挽回し再びピケの背後に迫る。残り3周のストウコーナーでマシンをアウト側に振るフェイントを仕掛け、反応したピケのイン側に切り込み首位に立つ。激走により燃料切れが心配されたが、マンセルのマシンは無事チェッカーフラッグを受け、ウィニングラン中にガス欠でストップした。ご機嫌の勝者はピケを抜いた場所で路面にキスをするパフォーマンスをみせた。
1989年ハンガリーグランプリ
予選は12位に低迷するが、決勝はセッティングが決まり先行車を抜いていく。パトレーゼのリタイア後トップに立ったセナとの差を詰め、58周目の第3コーナーでセナが周回遅れにつかまった好機を逃さず、一気に抜いて優勝した。ツイスティーで追い抜きが難しく、予選順位が重視されるハンガロリンクでの貴重な1勝。この年、首位走行中のセナをトラブル以外で同一周回で抜いたのは、この時のマンセルのみであった。
1989年ベルギーグランプリ
2位争いでマクラーレンのプロストを抜きあぐねたマンセルは鋭角の1コーナー、ラ・ソースからの加速スピードを稼ごうと、縁石を乗り越えエスケープゾーンを大回りするコーナリングを繰り返した。ジャーナリスト達には「無意味なアクション」と失笑されたが、のちに縁石が低く改修され、他のドライバーもスタート直後の混戦で「マンセルライン」を活用するようになった。
1990年メキシコグランプリ
予選でマンセル、プロストのフェラーリ勢は10位以下に低迷するが、決勝は2台で後方から追い上げ、タイヤ磨耗に苦しむトップのセナを攻略する。その後、スピンしたマンセルはベルガーと2位争いを展開。一度は3位に落ちるが、難関の最終コーナー、ペラルターダでベルガーをアウト側から豪快に抜き返し、プロストとワン・ツーフィニッシュを決めた。5速全開で180度旋回するペラルターダについて、マンセルは自著で「GPサーキットの最も危険なコーナーのひとつ」と解説している。
2015年にメキシコGPが復活した際、ペラルターダが低速コーナーに改修され「ナイジェル・マンセル・ターン」と命名された。
1991年スペイングランプリ
チャンピオン争いに後のないマンセルは、決勝5周目に先行するセナを捉える。両者互いに譲らず、メインストレートをタイヤが触れんばかりの並走状態で駆け抜け、1コーナーでイン側のマンセルがバトルを制する。危険な超接近戦ながら、互いの技量を認めあうフェアな一騎討ちでもあった。
1992年モナコグランプリ
絶好調のマンセルは開幕6連勝に向けて独走するが、残り8周でリアタイヤの異変を感じてピットインし、セナに首位を譲る。新品タイヤに履き替え驚異的なペースで追い上げ、残り3周からデッドヒートを展開。曲がりくねったコースで激しく仕掛けるマンセルと巧みにブロックするセナの妙技は、モナコGP名勝負のひとつとなった。マンセルはセナを抜けず2位に終わり、表彰式後のシャンパンファイトでは疲労困憊で座り込んだ。
タイヤトラブルについて、マンセルはパンクと思っていたが、実際はホイールナットが緩んだことが原因だった。レース前にメカニックがタイヤを装着した時にタイヤウォーマーのストラップを噛んでしまい、ナットとハブの間にわずかな繊維が残っていたため、レース終盤に緩んでしまった。
1992年イギリスグランプリ
練習走行・予選の全セッションでトップタイムを記録。予選はチームメイトのパトレーゼに2秒近い大差をつけポールポジション。決勝でもスタートでパトレーゼの先行を許すもすぐさま抜き返し、ファステストラップ記録、全周回トップ走行とほぼ「完全優勝」を達成する。シルバーストン・サーキットには20万人の観客が詰めかけ、イギリスの国旗を振る観客の声援でマンセルの走っている位置が分かるといわれた。ウイニングラップでは興奮した観客がコースに乱入し、立ち往生してマシンから降りたマンセルを揉みくちゃにするという光景も見られた。
1992年ハンガリーグランプリ
チームメイトのパトレーゼに4点差以上付けて入賞すれば悲願のワールドチャンピオンが決まる状況であったが、そのパトレーゼにポールポジションを奪われ、更に決勝レーススタートでもセカンドローのマクラーレン勢の先行を許して4位に後退。すぐさまベルガーを抜いて3位に浮上するも、抜き所の少ないコースや2位のセナの巧妙なブロックの前にトップを走るパトレーゼとの差は広がる一方であったが、レース中盤でそのパトレーゼが単独スピン、その後エンジントラブルでリタイアした事で、マンセルは3位以内に入賞すればチャンピオン決定と言う有利な状況になる。しかしレース終盤にタイヤのスローパンクチャーを察知して緊急ピットインし、6位からの追い上げを余儀なくされる。労せずして独走態勢に入ったセナを他所に、マンセルは2位集団をフレッシュタイヤの威力もあって激しく追い上げ、最終的にその先頭にいたベルガーを抜き、自身のレーサー人生を体現するかの如き展開で2位でチェッカーフラッグを受け、4度目の挑戦にして遂にワールドチャンピオンに輝く。表彰台で感極まって涙を流し、レースを制したセナも祝福した。
1994年日本グランプリ
大雨の悪コンディションの中、フェラーリのジャン・アレジと3位争いを展開。高速130Rで追い抜きを仕掛けるなど激しいバトルを演じ、最終ラップのシケインでかわす。レース後、アレジと健闘を讃えあい表彰台へ向かおうとしたが、2ヒート合計タイムで自分が4位であることを知らされ苦笑いした。この時がマンセル初にして唯一の日本グランプリ完走であった。

### 物議を醸したレース
1987年ベルギーグランプリ
1周目にセナをアウト側から強引に抜こうとして接触。両者スピンしセナはリタイアする。その後リタイアしたマンセルは激昂してロータスのピットへ向かい、セナと殴り合いの騒ぎを起こし、粗暴な振舞いを非難された。
1989年ポルトガルグランプリ
予選からフェラーリ勢が好調で、決勝でもマンセルがベルガーを抜いて首位を走る。しかし、ピット作業時にチームのピットを通り過ぎたあとに後退ギアを使った為、失格の裁定が下った。ピットインを指示する黒旗が提示されたが、3周に渡ってこれを無視し、最終的に第1コーナーでセナに接触した。マンセルは「逆光で旗が見えなかった」と弁明したが、5万ドルの罰金と1レース出場停止処分を受けた。黒旗を無視して走行し続け、チャンピオン争いをしていたセナと事故を起こしたことは大きな波紋を呼んだ。
1990年ポルトガルグランプリ
フェラーリ勢が予選1列目を獲得し、ポールポジションのマンセルは僚友プロストのチャンピオン争いのアシストを期待された。しかし、スタートでマンセルが斜行してプロストの進路を塞ぎ、その隙にマクラーレン勢の先行を許す。その後マンセルは首位を奪い返し、結果的にポールトゥーウィンでこの年唯一の勝利を上げるが、プロストはチームの管理能力への不満をマスコミに漏らした。マンセル自身は「ホイールスピンが激しく横滑りしてしまった」と述べ、故意の幅寄せを否定した。
1992年カナダグランプリ
この年初めてポールポジションを逃し、決勝でもセナに前をふさがれる。最終シケインでインを突くが曲がりきれず、グラベルに突っ込んでこの年初のリタイヤを喫した。コースアウトしたマシンからマンセルはセナに怒りのジェスチャー右手を挙げ、さらにウィリアムズのピットに戻る途中マクラーレンのピットに立ち寄り、ロン・デニスに激しく抗議した。この姿はテレビ中継でも映し出されており、マンセルとデニスの確執を象徴するシーンの1つともなっている。その後競技委員に「セナにはじき出された」と訴えたが認められず。

## ドライビングスタイル
コーナーへのアグレッシブな突っ込みが持ち味。ブレーキングで減速しきらないままコーナーに飛び込み、コーナーのエイペックス（頂点）に向けて素早くマシンの向きを変えるスタイルで、F1にパワーステアリングが普及していない当時、反射神経と上半身の筋力で暴れるマシンをねじふせていた。テレビ解説者のデレック・デイリー（元F1ドライバー）は「コーナーの入口からエイペックスまでの速さが命だし、そこからの平均速度も速い。他のドライバーが一番減速するところで差をつけているんだ」と解説している。
精神面のコンディションが走りに現われるタイプで、気分が乗ると驚異的なパフォーマンスを発揮し、母国イギリス開催のグランプリでは初優勝を含めて5勝、2位2回、1986年から1992年まで7年連続ファステストラップ記録と抜群の成績を残した。その反面、気がはやると強引な走りで自滅したり、チーム内で居心地が悪くなるとモチベーションを失うこともあった。元チームメイトのベルガーはマンセルの性格を「ある面では感じやす過ぎるというかソフトすぎるんだけど、裏を返すと信じられないくらいファイターなんだよ」と語っている。
安全性の向上に助けられたものの、ヨーロッパのジャーナリストからは「すでにマンセルは5回くらい死んでいる」と言われるほど激しいクラッシュが多かった。またスタートしてすぐグリーン上を走って前車を抜く、コーナーで激しいアタックを掛けて相手が怯んだ隙に抜くなどルールぎりぎりの行動も多かった。
猪突猛進型と思われがちだが、技術的な理解力も評価されている。1988年には本田技術研究所の所長だった川本信彦が、当時受けたインタビューのなかで、ラルト・ホンダのF2時代のマンセルを次のように評価している。「整然として系統立った彼のアプローチにはひどく感心させられました。事柄を想起する能力、車の反応を説明するしかたには、エンジニアとしての経歴が生きていると感じました」さらに「その後、ウィリアムズ・ホンダを通じて再び彼と繋がりができたとき、ナイジェルは非常に優秀でした。ターボ車からベストをひきだすには、自分のドライビングスタイルを変える必要がある、とすぐに気づいたようです。さすがだと思いましたね」とも述べている。1987年のホンダエンジン搭載時の話として、アイドル回転数を1200rpmに設定するセナに対し、マンセルは3000rpmと「ブレーキング時にも回転が落ちない」セッティングを好んだ。
アクティブサスペンションに関しては、1983年のロータス・92や1988年のウィリアムズ・FW12に苦労させられた経験があったが、1992年のウィリアムズ・FW14Bでは技術的なアドバンテージを理解し、ポテンシャルを引き出せる領域まで攻め込んだ（チームメイトのパトレーゼは従来のパッシブサスの感覚を捨てきれなかった）。チーフメカニックのディッキー・スタンフォードは「理屈が理解できているから、理論の限界を信じて感性を超えていくことができるのさ」と話している。また、担当エンジニアと相談の上、チームに内緒で車体姿勢をマニュアル調節し、直線走行を稼ぐ工夫もしていた。

## 人間関係
レースを離れれば愛妻家であり、家族想いの父親として知られる。1988年には水痘の娘クロエを看病して自分もかかり、F1を2戦欠場した。下積み時代から苦楽をともにした妻のロザンヌは、1992年ハンガリーグランプリで夫の晴れ姿を見守りながら、インタビューに笑顔で「Long wait（長かったわ）」と答えた。
直情的な性格ゆえに、他のドライバーやマスコミなどと関係を悪化させることが多かった。特にウイリアムズ・ホンダ時代のチームメイト、ネルソン・ピケとの不仲は有名で、両者は互いの情報交換を一切しない上、2人にチャンピオン争いが絞られてきた1987年シーズン後半になると、ホテルのロビーで顔を合わせても挨拶しかしないほど険悪な関係であった。その理由に、ピケが愛妻ロザンヌを侮辱したことが関係しているともいわれる。また、尊敬していると公言していたアラン・プロストともフェラーリ時代に不仲になった。
しかし、ロータス時代のエリオ・デ・アンジェリス、ウイリアムズ時代のケケ・ロズベルグ(当初はマンセルに嫌悪を示していたが後に和解)、リカルド・パトレーゼ、デイモン・ヒル、フェラーリ時代のゲルハルト・ベルガーといったチームメイト、またデレック・ワーウィック、ミケーレ・アルボレートらとは良好な関係を築いていた。ワーウィックについては何でも話せる親友と自著で明かしている。ワーウィックの弟ポール・ワーウィックはマンセル・マジウィック・モータースポーツと契約し、1991年のイギリスF3000選手権に出場。事故死するが獲得ポイントによりシリーズチャンピオンに認定された。ヒルについては、マンセルは92年シーズン、当時ウィリアムズのテストドライバーだったヒルを自身の後任に強く推薦しており、デイモンは後年「このことは一生忘れない。ずっと感謝し続けるだろう」と感謝の言葉を述べている。

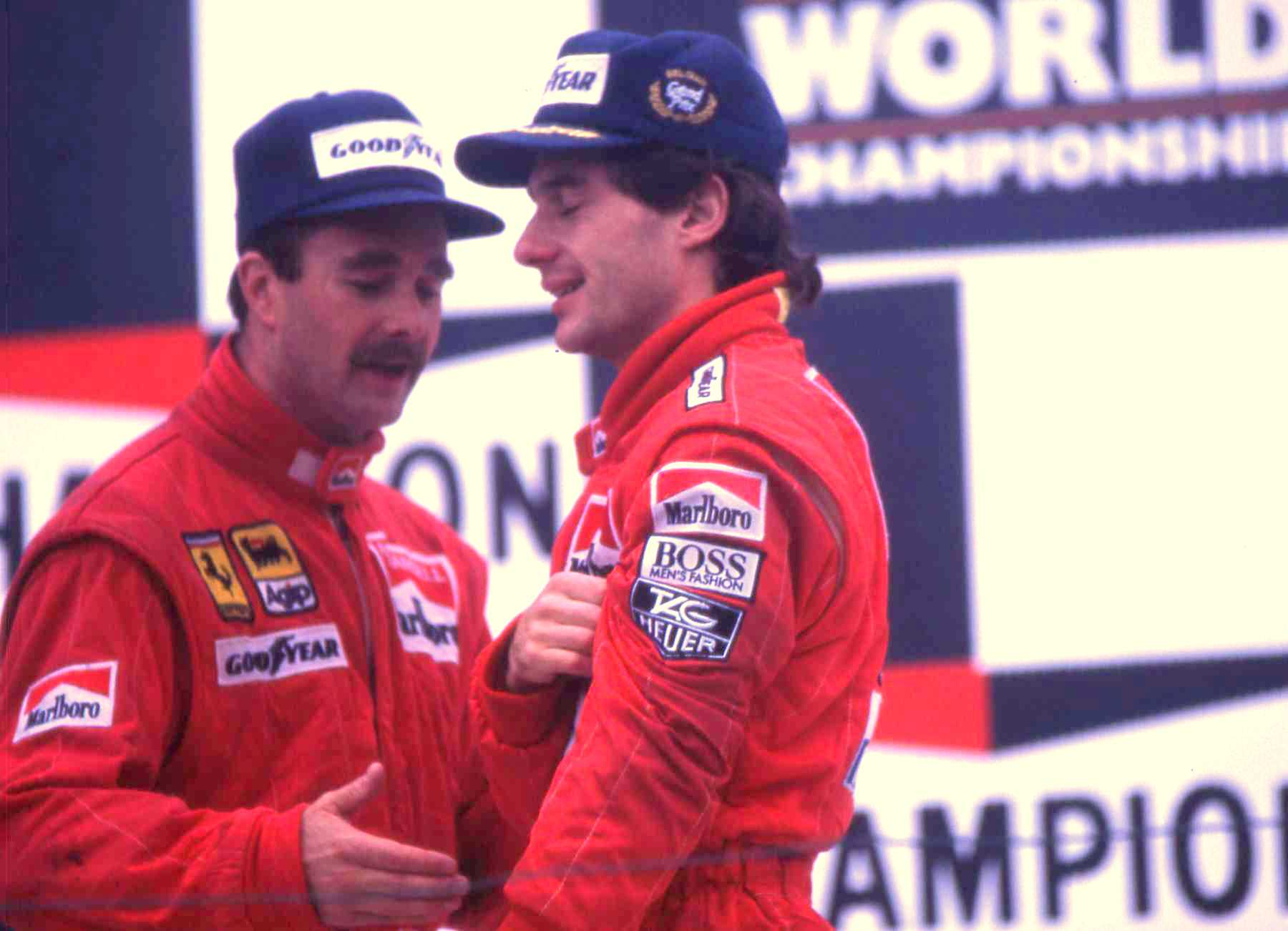
好敵手だったマクラーレン時代のセナ（1989年）

アイルトン・セナとはコース上で幾度となく接触しながらも、激しいバトルを演じた。殴り合いの乱闘などいざこざはあったものの、1991年日本グランプリではリタイア後私服に着替えたマンセルがピットロードでセナを出迎え、セナのチャンピオン獲得を祝福したり、1992年ハンガリーグランプリのレース後、セナはチャンピオンのマンセルを抱きしめながら「よくやったね、ナイジェル。本当にいい気分だろ?そうじゃないか!これであんたも僕が嫌な野郎だった訳がわかったよな?この気分をなくしたり、他人に経験させたりしたくなかったのさ。」と呟き、マンセルに祝辞を述べるなど爽やかなエピソードも多い。
セナの死後にはインタビューで「お互いに凄いやつだと認め合っていた」と述べるなど好敵手として良好な関係を築いていた。
無名のマンセルに注目し、F1デビューを手助けしたのはモータージャーナリストのピーター・ウィンザーとロータスのアシスタントマネージャーのピーター・コリンズだった。ウィンザーは後にウィリアムズの主要スタッフとなり、マンセルをサポートした。コリンズがリオデジャネイロのビーチで溺れかけた時、マンセルが救助して恩返ししたこともある。
ロータス時代、折り合いの悪かったピーター・ウォーから「オレのケツに穴があいている限り、オマエは優勝しない」と批判された。その後マンセルは自伝でこのことについて触れ、「今ではきっと、ひどい便秘になっていることと思う」と皮肉った（通算31勝）。
マクラーレン代表のロン・デニスは「世界中で契約できるドライバーがマンセルだけになっても、私は彼と契約しない。」とまで語っていたほどマンセルを評価していなかったが、1995年にはそのマンセルと契約した。契約にあたってはセナの死亡、プロストの引退などによる人気の低下を懸念したFOCA側の思惑があり、ミスマッチとも思える契約につながったが、このようなコンビが長続きするわけもなく、4戦限り（実際に走ったのは2戦のみ）で契約解除となった。

## 異名

### 「マンちゃん」

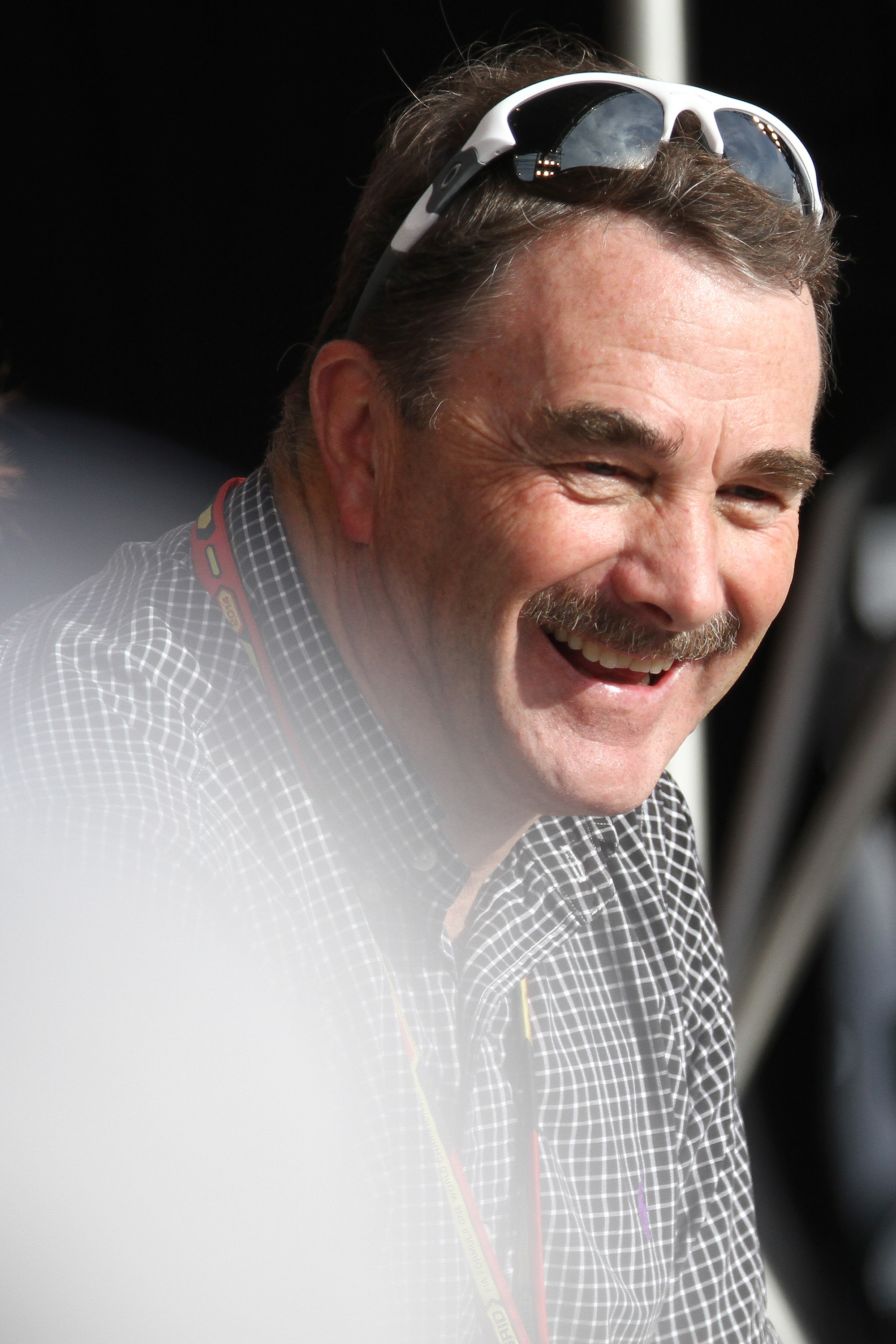
トークショーにて（2014年）

1985年-1987年と3シーズンに渡ってホンダエンジンをドライブした上、その豪快なドライビングスタイルや、苦労人としてのレーシングキャリアが多くの日本のファンの支持を得て、親しみを込めて「マンちゃん」と呼ばれ絶大な人気を博していた。かつて存在した公式ファンクラブ「ザ・ナイジェル・マンセル・オフィシャルファンクラブ」は、母国イギリスのほか日本支部があった。
このあだ名を命名したのはモータージャーナリストの舘内端。舘内はマンセルの生地を訪問し、1992年に『マンセルが好きだ!』なる著作を出版。日本グランプリ必勝祈願のため東京日本橋から鈴鹿まで行脚するほどのマンセルファンだった（舘内曰く、片仮名の「マンチャン」が正しい表記）。また、同業者の西山平夫もこのフレーズを愛用した。フジテレビのF1中継で実況をしていた古舘伊知郎も、ウイリアムズ復帰後に使用していたことがある。他に、古舘語録においては「暴れん坊将軍」「荒法師」が多く用いられた。

### レッド5（レッドファイブ）

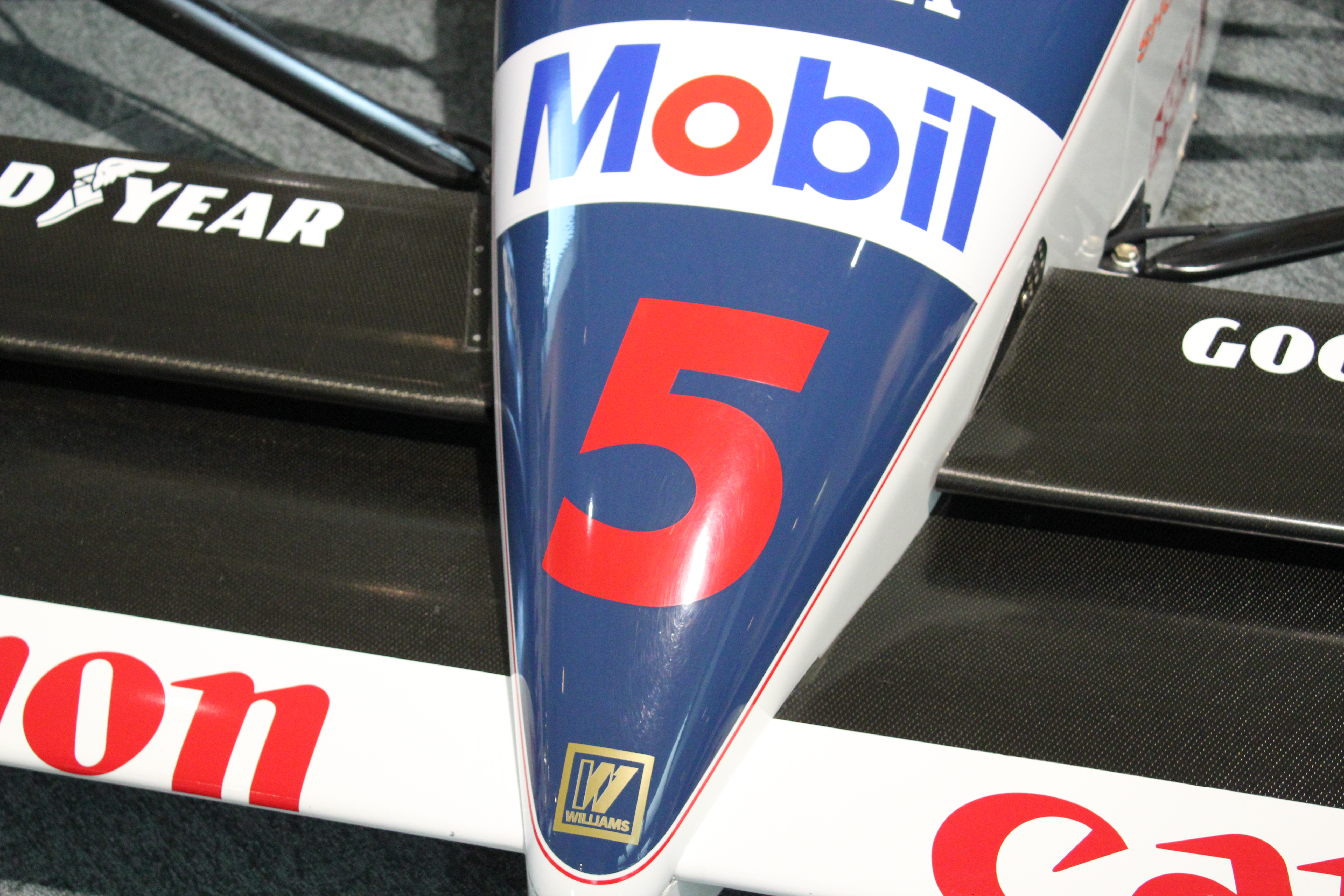
ウィリアムズ・FW11に描かれたレッド5

1985年にウィリアムズへ移籍した際、この年のチームメイトであるケケ・ロズベルグとヘルメットのカラーリングが似ていたため、チームクルーや他のドライバーが区別しやすいようにと、白字だったカーナンバー「5」をシーズン途中から赤に変更した。赤を選んだ理由について、マンセルは「イギリス空軍のレッドアローズからいただいたアイデア」と発言しており、第1期ウィリアムズ時代はレーシングスーツも赤色だった（チームメイトは白いレーシングスーツ。ロズベルグはオレンジ）。
このマシンで当時としては最遅記録となる参戦72戦目でのF1初優勝を遂げ、以来「赤いNo.5=レッド5」はマンセルのトレードマークとなった。ロズベルグが1985年限りでチームを離脱し、チームメイトがピケ、パトレーゼと交代する中においても、フェラーリ移籍まで一貫して「レッド5」を付け続け、その後も1991年からの第2期ウィリアムズ時代、1993年のCARTに転向初年度にも、「レッド5」を付けていた。
1994年には、CARTではディフェンディング・チャンピオンの証である「No.1」、シーズン終盤にウィリアムズから復帰したF1では「No.2」となり、トレードマークの「No.5」は使用されなかったが、それぞれで赤字ナンバーは継続された。F1最終シーズンとなる1995年のマクラーレンでも赤いナンバーだったが、この場合は特別に変更したわけではなく、チームは元から赤字のカーナンバーであった。
1998年にイギリスツーリングカー選手権（BTCC）にスポット参戦したときは、「No.5」はジェームス・トンプソンが使用していたが、「No.55」を赤字にして登場。BTCCのカーナンバーは黒となっていたが、例外的に赤いカーナンバーが認められたものであった。2005年に開催されたグランプリマスターズでも、赤いカーナンバー5を付けている。

### ライオンハート
攻撃的なスタイルを、かつてイングランドを支配した勇猛なリチャード1世の渾名、獅子心王（Lion hearted ）に準えたもの。フェラーリ在籍中、イタリアのティフォシにはイル・レオーネ（Il Leone ）と呼ばれた。

## 逸話
レース中以外にも、マンセルは多くの逸話を残した。
- 1953年生まれだが、現役時代のプロフィールでは1年鯖を読んで「1954年生まれ」と言っていた。
- レーサーになるためエンジニアを辞めた後、マンセルはビルの窓拭きのアルバイト、妻ロザンヌはガス会社のパートをして生計を立てた。F3参戦のため自宅を売り8000ポンドを捻出したが、資金は6週間で底をついた。妻に内緒で売り払ったため、資金がなくなりレースができなくなった際に妻にボロクソに言われた[7]。
- フォーミュラ・フォードでは首を2か所骨折したが、全治6か月の診断にもかかわらず病院を抜け出し、首にギプスをはめてレースに復帰し、その年のシリーズチャンピオンを獲得した。F3で脊椎を傷めた時も、2日後に鎮痛剤を通常の人間の7倍（一説には6倍）打ちロータスのF1走行テストを受けた。ロータスのマネージャーに「事故でひどい怪我をしたそうだが」と聞かれると、「同姓同名の別人でしょう?」と答えた。
- デビュー戦の1980年オーストリアグランプリで燃料漏れで大火傷をした際にハムストリングが縮んでしまい、それ以降、歩行に支障が出ている[32]。
- 1985年シーズンのシート探しの際に、反射神経の良さを見せようと、高く掲げたコインを落とし、テーブルに落ちる前にキャッチする、ということを相手に見せて回っていた。
- 1986年メキシコグランプリは優勝すれば初チャンピオンを決められる状況だったが、パーティーで食べた肉に当たり、レースウィーク中ひどい腹痛に見舞われた。決勝は5位に終わり、悲劇の最終戦オーストラリアグランプリを迎えることになる。
- 1987年オーストリアグランプリはスタートで2度赤旗中断、再レースとなったが、2度目はマンセルの失速による多重クラッシュが原因だった。大迷惑をかけながら優勝したマンセルは、表彰台へ向かうオープンカーに乗っていた。観客に手を振ろうと立ち上がった際、ちょうど車が橋の下を通過しようとしていたため、橋桁に頭を思い切りぶつけてしまい、頭を抱えながら表彰台に上がるハメになってしまった。このレースは前日に親知らずを抜き、鎮痛剤を飲みながらの出場だった。
- 1987年日本グランプリのクラッシュは宙に舞うほど激しいものであり、本人も背骨を損傷し呼吸困難な状態に陥った。翌朝集中治療室で目が覚めた際、部屋の隣人が1人、2人と亡くなっていくのを見て「旅は3人でするのが良いと言われているから、自分にもお呼びがかかると思った。後にも先にもこんなに恐ろしい思いをしたことはない」と後に語っている[32]。
- 1986年にはフェラーリからのオファーを受けてマラネッロで総帥エンツォ・フェラーリと面談し、「君はハートでF1マシンをドライブしている」と褒められたが[33]、チャンピオンを獲れる可能性を優先してウィリアムズとの契約を2年延長した。
- 1989年ブラジルグランプリでは、この年フェラーリが投入したセミオートマチックトランスミッションのトラブルなど、マシンの信頼性の低さから、5周程度でリタイアするものと考えていた。このためマンセルはリタイヤ後すぐに帰国するつもりで、ブリティッシュ・エアウェイズのパイロットに、レーススタートから間もない時間でのロンドン行きのチケットを手配させた。レースは開始してすぐにチームメイトのベルガーが接触リタイア。「次は俺のマシンの番だ」と思い「潰れるなら早い方がいい」とプッシュしていったところ、先頭に立ちそのまま優勝。当然予定していた飛行機に乗れなかった。レース後、表彰台で優勝トロフィーを受け取ろうとしたマンセルは、トロフィーのとがった部分で指を切った[34]。このレースでは、ステアリングホイールが外れそうになり、ピットストップで5本のホイールを交換することになった[34]。
- 1989年サンマリノグランプリではチームメイトベルガーのマシンが突如制御不能になりタンブレロコーナーに直接突っ込む形で大クラッシュ、マシンは炎上しレースが中断された。マンセルは事故原因が不明のままレースに出場すれば自分のマシンにも同じことが起きるのではと不安になりサーキットに来ていたジェームス・ハントに気が進まないと打ち明け、ハントはそれなら出走を控えるようアドバイスを送った。しかし、事故原因が不明のままであったがマンセルは出走を決意した。
- 1991年スペイングランプリでは、チャンピオン争いの渦中にいながら記者とのサッカー大会で左足首を捻挫し、レース出場が危ぶまれた。セミオートマチックシフトのおかげで左足のクラッチ操作が不要になったのが幸いした。
- 趣味はゴルフで、下積み時代に事故で負傷した際、妻にリハビリとして勧められたのがきっかけ。腕前はハンディ2で、全豪オープンゴルフにアマチュア出場した経験もある。現役時代はバドックで「引退したらプロゴルファーになるのでは」という冗談も囁かれていた。プロゴルファーのグレグ・ノーマンとは友人で、次男に「グレッグ」の名前をもらうほどの親交がある。
- 学生時代に習った空手をトレーニングに取り入れ、上地流沖縄空手道協会初段（黒帯）を取得。この試験を受けるためにわざわざ沖縄まで行った。
- 2003年、ジャージーの自宅の庭に侵入した不審者8人と格闘し、頭を怪我した。
- 初めてオーバルトラック仕様のCARTマシンに乗ったとき、「スタッガー」と言われる左右のタイヤ直径が異なるセッティングでハンドルがニュートラルの状態でも左に曲がることを知らず、「この車は壊れている」と言ったことがある。
- トレードマークであった口髭であるが、最近では「ない方が10歳若くみえる」と言われ剃ってしまった。本人は未練はあったものの、妻にも好評とのこと[7]。

## レース戦績
- 1963年 - 1975年:　レーシングカート
- 1976年: フォーミュラ・フォード1600 （ホーク・DL11・フォード） 9戦6勝
- 1977年: 
  - フォーミュラ・フォード1600 （ジャベリン・JL5・フォード/クロッスル・25F・フォード/クロッスル・32F・フォード） 42戦33勝　
  - F3 （ピューマ・377・トヨタ/ローラ・T570・トヨタ） 1戦
- 1978年: 
  - F3 （マーチ・783・トヨタ） 5戦
  - F2 （シェヴロン・B42・ハート） 1戦
  - BMWカウンティ・チャンピオンシップ （BMW・320i） 4戦1勝
- 1979年: イギリスF3 （マーチ・783/793・トライアンフ） 15戦1勝（選手権8位）
- 1980年: 
  - F3 （マーチ・803・トヨタ） 9戦
  - F2 （ラルト・RH6/80・ホンダ） 4戦（選手権12位）
- 1993年: PPGインディーカー・ワールドシリーズ （ニューマン・ハース/ローラ・T93・フォード） 16戦5勝（選手権1位）
- 1994年: PPGインディーカー・ワールドシリーズ （ニューマン・ハース/ローラ・T94・フォード） 16戦（選手権8位）

### ヨーロピアン・フォーミュラ2選手権
| 年     | エントラント       | シャシー        | エンジン | 1   | 2   | 3   | 4   | 5   | 6      | 7       | 8       | 9     | 10  | 11  | 12    | 順位 | ポイント |
| ------ | ------------------ | --------------- | -------- | --- | --- | --- | --- | --- | ------ | ------- | ------- | ----- | --- | --- | ----- | ---- | -------- |
| 1978年 | シェブロン・カーズ | シェブロン・B43 | ハート   | THR | HOC | NÜR | PAU | MUG | VAL    | ROU     | DON DNQ | NOG   | PER | MIS | HOC   | NC   | 0        |
| 1980年 | ラルト・カーズ     | ラルト／RH6     | ホンダ   | THR | HOC | NÜR | VAL | PAU | SIL 11 | ZOL Ret | MUG     | ZAN 5 | PER | MIS | HOC 2 | 12位 | 8        |

- 太字はポールポジション、斜字はファステストラップ。(key)

### F1
| 年     | エントラント | シャシー | エンジン                          | 1       | 2       | 3       | 4       | 5       | 6       | 7       | 8       | 9       | 10      | 11      | 12      | 13      | 14      | 15      | 16      | 17  | WDC  | ポイント |
| ------ | ------------ | -------- | --------------------------------- | ------- | ------- | ------- | ------- | ------- | ------- | ------- | ------- | ------- | ------- | ------- | ------- | ------- | ------- | ------- | ------- | --- | ---- | -------- |
| 1980年 | ロータス     | 81B      | フォード・コスワース DFV 3.0 V8   | ARG     | BRA     | RSA     | USW     | BEL     | MON     | FRA     | GBR     | GER     | AUT Ret | NED Ret | ITA DNQ | CAN     | USA DNA |         |         |     | NC   | 0        |
| 1981年 | ロータス     | 81B      | フォード・コスワース DFV 3.0 V8   | USW Ret | BRA 11  | ARG Ret | SMR WD  | BEL 3   |         |         |         |         |         |         |         |         |         |         |         |     | 14位 | 8        |
| 1981年 | ロータス     | 87       | フォード・コスワース DFV 3.0 V8   |         |         |         |         |         | MON Ret | ESP 6   | FRA 7   | GBR DNQ | GER Ret | AUT Ret | NED Ret | ITA Ret | CAN Ret | CPL 4   |         |     | 14位 | 8        |
| 1982年 | ロータス     | 87B      | フォード・コスワース DFV 3.0 V8   | RSA Ret |         |         |         |         |         |         |         |         |         |         |         |         |         |         |         |     | 14位 | 7        |
| 1982年 | ロータス     | 91       | フォード・コスワース DFV 3.0 V8   |         | BRA 3   | USW 7   | SMR     | BEL Ret | MON 4   | DET Ret | CAN Ret | NED     | GBR Ret | FRA     | GER 9   | AUT Ret | SUI 8   | ITA 7   | CPL Ret |     | 14位 | 7        |
| 1983年 | ロータス     | 92       | フォード・コスワース DFV 3.0 V8   | BRA 12  | USW 12  |         |         |         |         |         |         |         | GER Ret |         |         |         |         |         |         |     | 13位 | 10       |
| 1983年 | ロータス     | 92       | フォード・コスワース DFY 3.0 V8   |         |         | FRA Ret | SMR 12† | MON Ret | BEL Ret | DET 6   | CAN Ret |         |         |         |         |         |         |         |         |     | 13位 | 10       |
| 1983年 | ロータス     | 94T      | ルノー・ゴルディーニ EF1 1.5 V6 t |         |         |         |         |         |         |         |         | GBR 4   |         | AUT 5   | NED Ret | ITA 8   | EUR 3   | RSA NC  |         |     | 13位 | 10       |
| 1983年 | ロータス     | 93T      | ルノー・ゴルディーニ EF1 1.5 V6 t |         |         |         |         |         |         |         |         |         | GER Ret |         |         |         |         |         |         |     | 13位 | 10       |
| 1984年 | ロータス     | 95T      | ルノー・ゴルディーニ EF4 1.5 V6 t | BRA Ret | RSA Ret | BEL Ret | SMR Ret | FRA 3   | MON Ret | CAN 6   | DET Ret | DAL 6†  | GBR Ret | GER 4   | AUT Ret | NED 3   | ITA Ret | EUR Ret | POR Ret |     | 10位 | 13       |
| 1985年 | ウィリアムズ | FW10     | ホンダ RA164E 1.5 V6 t            | BRA Ret | POR 5   | SMR 5   | MON 7   | CAN 6   |         |         |         |         |         |         |         |         |         |         |         |     | 6位  | 31       |
| 1985年 | ウィリアムズ | FW10     | ホンダ RA165E 1.5 V6 t            |         |         |         |         |         | DET Ret | FRA DNS | GBR Ret | GER 6   | AUT Ret | NED 6   | ITA 11† | BEL 2   | EUR 1   | RSA 1   | AUS Ret |     | 6位  | 31       |
| 1986年 | ウィリアムズ | FW11     | ホンダ RA166E 1.5 V6 t            | BRA Ret | ESP 2   | SMR Ret | MON 4   | BEL 1   | CAN 1   | DET 5   | FRA 1   | GBR 1   | GER 3   | HUN 3   | AUT Ret | ITA 2   | POR 1   | MEX 5   | AUS Ret |     | 2位  | 70 (72)  |
| 1987年 | ウィリアムズ | FW11B    | ホンダ RA167E 1.5 V6 t            | BRA 6   | SMR 1   | BEL Ret | MON Ret | DET 5   | FRA 1   | GBR 1   | GER Ret | HUN 14† | AUT 1   | ITA 3   | POR Ret | ESP 1   | MEX 1   | JPN DNS | AUS     |     | 2位  | 61       |
| 1988年 | ウィリアムズ | FW12     | ジャッド CV 3.5 V8                | BRA Ret | SMR Ret | MON Ret | MEX Ret | CAN Ret | DET Ret | FRA Ret | GBR 2   | GER Ret | HUN Ret | BEL     | ITA     | POR Ret | ESP 2   | JPN Ret | AUS Ret |     | 9位  | 12       |
| 1989年 | フェラーリ   | 640      | フェラーリ 035/5 3.5 V12          | BRA 1   | SMR Ret | MON Ret | MEX Ret | USA Ret | CAN DSQ | FRA 2   | GBR 2   | GER 3   | HUN 1   | BEL 3   | ITA Ret | POR DSQ | ESP     | JPN Ret | AUS Ret |     | 4位  | 38       |
| 1990年 | フェラーリ   | 641      | フェラーリ 036 3.5 V12            | USA Ret | BRA 4   | SMR Ret | MON Ret |         |         |         |         |         |         |         |         |         |         |         |         |     | 5位  | 37       |
| 1990年 | フェラーリ   | 641/2    | フェラーリ 037 3.5 V12            |         |         |         |         | CAN 3   | MEX 2   | FRA 18† | GBR Ret | GER Ret | HUN 17† | BEL Ret | ITA 4   | POR 1   | ESP 2   | JPN Ret | AUS 2   |     | 5位  | 37       |
| 1991年 | ウィリアムズ | FW14     | ルノー RS3 3.5 V10                | USA Ret | BRA Ret | SMR Ret | MON 2   | CAN 6†  | MEX 2   | FRA 1   | GBR 1   | GER 1   | HUN 2   | BEL Ret | ITA 1   | POR DSQ | ESP 1   | JPN Ret | AUS 2   |     | 2位  | 72       |
| 1992年 | ウィリアムズ | FW14B    | ルノー RS3C 3.5 V10               | RSA 1   | MEX 1   | BRA 1   | ESP 1   | SMR 1   | MON 2   | CAN Ret | FRA 1   | GBR 1   | GER 1   |         |         |         |         |         |         |     | 1位  | 108      |
| 1992年 | ウィリアムズ | FW14B    | ルノー RS4 3.5 V10                |         |         |         |         |         |         |         |         |         |         | HUN 2   | BEL 2   | ITA Ret | POR 1   | JPN Ret | AUS Ret |     | 1位  | 108      |
| 1994年 | ウィリアムズ | FW16     | ルノー RS6 3.5 V10                | BRA     | PAC     | SMR     | MON     | ESP     | CAN     | FRA Ret | GBR     | GER     | HUN     | BEL     | ITA     | POR     |         |         |         |     | 9位  | 13       |
| 1994年 | ウィリアムズ | FW16B    | ルノー RS6 3.5 V10                |         |         |         |         |         |         |         |         |         |         |         |         |         | EUR Ret | JPN 4   | AUS 1   |     | 9位  | 13       |
| 1995年 | マクラーレン | MP4/10B  | メルセデス FO 110 3.0 V10         | BRA     | ARG     | SMR 10  | ESP Ret | MON     | CAN     | FRA     | GBR     | GER     | HUN     | BEL     | ITA     | POR     | EUR     | PAC     | JPN     | AUS | NC   | 0        |

- 太字はポールポジション、斜字はファステストラップ。(key)
- † : リタイアだが、90%以上の距離を走行したため規定により完走扱い。

### アメリカン・オープン＝ホイール・レーシング

#### PPG・インディーカー・ワールド・シリーズ
| 年     | チーム                         | シャシー       | エンジン         | 1     | 2       | 3     | 4       | 5     | 6      | 7     | 8     | 9      | 10     | 11    | 12     | 13     | 14     | 15     | 16     | 順位 | ポイント |
| ------ | ------------------------------ | -------------- | ---------------- | ----- | ------- | ----- | ------- | ----- | ------ | ----- | ----- | ------ | ------ | ----- | ------ | ------ | ------ | ------ | ------ | ---- | -------- |
| 1993年 | ニューマン／ハース・レーシング | ローラ・T93/00 | フォード XB V8 t | SRF 1 | PHX DNS | LBH 3 | INDY 3  | MIL 1 | DET 15 | POR 2 | CLE 3 | TOR 20 | MCH 1  | NHA 1 | ROA 2  | VAN 6  | MDO 12 | NAZ 1  | LAG 23 | 1位  | 191      |
| 1994年 | ニューマン／ハース・レーシング | ローラ・T94/00 | フォード XB V8 t | SRF 9 | PHX 3   | LBH 2 | INDY 22 | MIL 5 | DET 21 | POR 5 | CLE 2 | TOR 23 | MCH 26 | MDO 7 | NHA 18 | VAN 10 | ROA 13 | NAZ 22 | LAG 8  | 8位  | 88       |

- 太字はポールポジション、斜字はファステストラップ。(key)

#### インディアナポリス500
| 年     | シャシー | エンジン             | スタート | フィニッシュ | チーム                         |
| ------ | -------- | -------------------- | -------- | ------------ | ------------------------------ |
| 1993年 | ローラ   | フォード・コスワース | 8        | 3            | ニューマン／ハース・レーシング |
| 1994年 | ローラ   | フォード・コスワース | 7        | 22           | ニューマン／ハース・レーシング |

### イギリス・ツーリングカー選手権
| 年     | チーム                         | 車両               | 1     | 2     | 3     | 4     | 5     | 6     | 7     | 8     | 9     | 10    | 11        | 12       | 13    | 14    | 15    | 16    | 17    | 18    | 19    | 20    | 21        | 22        | 23    | 24    | 25       | 26       | 順位 | ポイント |
| ------ | ------------------------------ | ------------------ | ----- | ----- | ----- | ----- | ----- | ----- | ----- | ----- | ----- | ----- | --------- | -------- | ----- | ----- | ----- | ----- | ----- | ----- | ----- | ----- | --------- | --------- | ----- | ----- | -------- | -------- | ---- | -------- |
| 1998年 | フォード・モンデオ・レーシング | フォード・モンデオ | THR 1 | THR 2 | SIL 1 | SIL 2 | DON 1 | DON 2 | BRH 1 | BRH 2 | OUL 1 | OUL 2 | DON 1 Ret | DON 2 5* | CRO 1 | CRO 2 | SNE 1 | SNE 2 | THR 1 | THR 2 | KNO 1 | KNO 2 | BRH 1 Ret | BRH 2 Ret | OUL 1 | OUL 2 | SIL 1 14 | SIL 2 11 | 18位 | 7        |

- 太字はポールポジション、斜字はファステストラップ。(key)
- * : ラップリーダーを走行すると1ポイントが加算される。

### グランプリマスターズ
| 年     | チーム             | 1     | 2     | 3       | 4     |
| ------ | ------------------ | ----- | ----- | ------- | ----- |
| 2005年 | チーム・アルテック | RSA 1 |       |         |       |
| 2006年 | チーム・アルテック | QAT 1 | ITA C | SIL Ret | RSA C |

- 太字はポールポジション、斜字はファステストラップ。(key)

### ル・マン24時間レース
| 年     | チーム                   | コ・ドライバー                    | 車両                      | クラス | 周回数 | 順位 | クラス 順位 |
| ------ | ------------------------ | --------------------------------- | ------------------------- | ------ | ------ | ---- | ----------- |
| 2010年 | ビーチディーン・マンセル | グレッグ・マンセル レオ・マンセル | ジネッタ-ザイテック GZ09S | LMP1   | 4      | DNF  | DNF         |